# Japán történelme

Aranysárga színű krizantém-csillag, Japán nemzeti szimbóluma

Japán történelme mintegy 130 ezer éve, az első emberek megérkezésével kezdődött. Az első ismert kultúra a zsinegdíszes agyagedényeiről elnevezett, 12-14 ezer éve megjelent Dzsómon-kultúra volt, amelyet egyes történészek az ajnu népcsoporttal azonosítanak. I. e. 1000-800 körül kezdett el terjedni az ázsiai kontinens felől a fémeszközöket alkalmazó, mezőgazdaságból élő Jajoi-kultúra, amely – Hokkaidó kivételével – hamarosan meghódította a Japán-szigeteket. A számos apró törzs közül i. sz. 240 körül emelkedett ki a Jamatai királyság, amely a szigetek területének jelentős részét meghódította. A mai császári család ennek az államnak uralkodóházára vezeti vissza családfáját. A 6. században Koreából Japánba is átterjedt a buddhizmus, amely nem váltotta fel a korábbi animista sintó vallást, hanem egymás mellett, egymással keveredve vannak jelen egészen a mai napig.
A japán államszervezet és a tervszerűen kialakított fővárosok (794 után Kiotóban) kínai mintát követtek. A 8-12. század közötti Heian-korban a császár hatalma folyamatosan lehanyatlott és a harcos szamurájcsaládok kezébe tevődött át. A Minamoto és Taira családok harcából az előbbi került ki győztesen; vezetője, Minamoto no Joritomo sógunnak kiáltotta ki magát és formálisan a császár meghatalmazásával, ténylegesen teljesen önállóan uralkodott az országban. 1274-ben és 1281-ben a mongolok megpróbálták meghódítani Japánt, de visszaverték őket. A Minamoto-sógunok idejében elkezdődött egy feudális társadalom kialakulása, amelyben a politikai és katonai hatalom a központ helyett egyre inkább a helyi nagybirtokosokhoz, a daimjókhoz került át. A 15. század közepétől a 16. század végéig Japán egymással háborúzó kis államocskákra, családokra esett szét. Az államot Oda Nobunaga és utóda, Tojotomi Hidejosi egyesítette ismét. Utóbbi 1598-as halála után Tokugava Iejaszu szerezte meg a hatalmat és leszármazottjai, a Tokugava-sógunok egészen a 19. század közepéig kormányozták az országot. Ebben a korszakban szigorú kasztrendszert vezettek be a társadalomban és a külfölddel való kapcsolatokat a minimálisra korlátozták.
Az elszigetelődésnek az 1853-54-es amerikai Perry-expedíció vetett véget, amely hadihajóival kikényszerítette a kereskedelmi kapcsolatok felvételét. A sógunátus bukásával Meidzsi császár és a mögötte álló oligarcha-csoport vette át az irányítást, akik európai mintára megkezdték az ország gyors modernizálását. Japán a 20. század elejére imperialista ipari országgá vált, amely még a cári Oroszországgal is sikerrel vette fel a versenyt. Az 1930-as évek elején a hadsereg ultranacionalista jobboldali vezetése kiszorította a kormányból a civil politikusokat és terjeszkedő, agresszív politikára váltott. 1937-ben háborúba keveredtek Kínával, 1941-ben pedig meglepetésszerű csapást mértek az Egyesült Államok csendes-óceáni flottájára. A második világháborúban a kezdeti sikerek ellenére a midwayi csata után Japán defenzívába szorult és elvesztette korábbi hódításait. Miután Hirosima és Nagaszaki városaira az amerikaiak atombombát dobtak, az ország kapitulált.
Az amerikai megszállás során a japán politikai és gazdasági rendszer gyökeres reformon ment keresztül. Az új kormányzat lemondott a katonai megoldásokról és erőit a gazdasági fejlődésre összpontosította. A japán gazdaság rendkívül gyorsan növekedett és az 1960-as évek végére az USA után legerősebbé vált a világon. A fejlődés az 1990-es évek elején megtorpant és azóta stagnálás vagy gyenge növekedés jellemzi. 2011-ben rendkívül erős földrengés rázta meg Japán északkeleti részét és azt követő szökőár megrongálta a fukusimai atomerőművet.

## Korszakok
A japán történelem általánosan elfogadott korszakai a következők:
| Időpont                               | Kor            | Korszak                           | Alkorszak       | Kormányzat                                          |
| ------------------------------------- | -------------- | --------------------------------- | --------------- | --------------------------------------------------- |
| i. e. 30 000–10 000                   | Őskor          | Őskor                             |                 |                                                     |
| i. e. 10 000–300                      | Ókor           | Dzsómon                           |                 |                                                     |
| i. e. 900 – i. sz. 250 (átfedésekkel) | Ókor           | Jajoi                             |                 |                                                     |
| kb. 250–538                           | Ókor           | Kofun                             |                 | császárság                                          |
| 538–710                               | Klasszikus kor | Aszuka                            |                 | császárság                                          |
| 710–794                               | Klasszikus kor | Nara                              |                 | császárság                                          |
| 794–1185                              | Klasszikus kor | Heian                             |                 | császárság                                          |
| 1185–1333                             | Középkor       | Kamakura                          |                 | Kamakura-sógunátus                                  |
| 1333–1336                             | Középkor       | Kenmu restauráció                 |                 | császárság                                          |
| 1336–1392                             | Középkor       | Muromacsi                         | Nanboku-csó     | Asikaga-sógunátus                                   |
| 1392–1467                             | Középkor       | Muromacsi                         |                 | Asikaga-sógunátus                                   |
| 1467–1573                             | Középkor       | Muromacsi                         | Szengoku kor    | Asikaga-sógunátus és szengoku daimjók               |
| 1573–1603                             | Középkor       | Azucsi–Momojama-kor               | Szengoku kor    | Oda Nobunaga, Tojotomi Hidejosi és Tokugava Iejaszu |
| 1603–1868                             | Kora újkor     | Edo                               | Tokugava-kor    | Tokugava-sógunátus                                  |
| 1868–1912                             | Újkor          | Meidzsi                           | Japán Birodalom | császárság                                          |
| 1912–1926                             | Újkor          | Taisó                             | Japán Birodalom | császárság                                          |
| 1926–1945                             | Újkor          | Sóva (második világháború előtti) | Japán Birodalom | császárság                                          |
| 1945–1952                             | Mai Japán      | Sóva (háború utáni megszállás)    | a háború után   | szövetséges megszálló erők                          |
| 1952–1989                             | Mai Japán      | Sóva (megszállás után)            | a háború után   | alkotmányos monarchia                               |
| 1989–2019                             | Mai Japán      | Heiszei                           | a háború után   | alkotmányos monarchia                               |
| 2019–                                 | Mai Japán      | Reiva                             |                 | alkotmányos monarchia                               |

## Őstörténet és a Dzsómon-kor

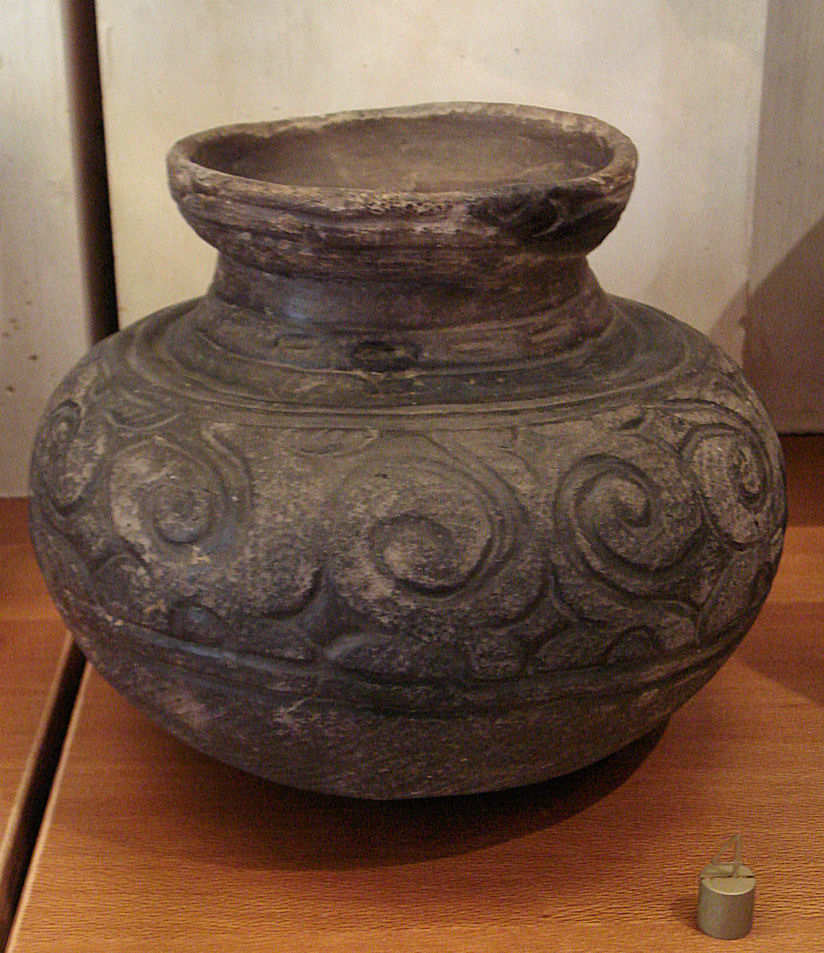
Dzsómon-korabeli cserépedény

A jégkorszakok során a tengerszint csökkenésével rendre földhidak bukkantak elő és kötötték össze a Japán-szigeteket északon Szahalinnal, nyugaton a Koreai-félszigettel, délen pedig a Rjúkjú-szigeteken keresztül Tajvannal, akár egészen Indokínáig. Az ember legkorábbi ismert nyomai 40 ezer évvel ezelőttről, a korai felső-őskőkorszakból származnak, amikor a szigeteket éppen tenger választotta el az ázsiai kontinenstől. A 32–38 ezer évvel ezelőtti korszakból sajátos, csiszolt élű kőeszközökre bukkantak, amelyek Ázsia közeli régióiban ismeretlenek. Japánban viszont gyakorinak mondhatóak, Honsú és Kjúsú szigetein 224 lelőhelyről kerültek elő. Feltételezik, hogy ez a kultúra már a Homo sapienshez tartozott és lehetséges, hogy hajón érkeztek a szigetekre. A legkorábbi emberi maradványok mintegy 32-27 ezer évesek; közéjük tartoznak a 32 ezer évesnek datált csontok a Jamasita-barlangban, a 31-29 ezer évesek a Szakitari-barlangban és a 27 ezer évesek a Siraho Szaonetabaru-barlangban.
A Dzsómon-kor i. e. 12 000-től (van ahol i. e. 14 500-at adnak meg) i. e. 800-ig tartott. A Japán-szigeteket ekkor egy vadász-gyűjtögető népesség lakta, amely félig-meddig állandó településeket és komplex kultúrát hozott létre. A kultúrát az amerikai Edward S. Morse 1877-ben nevezte el zsinegdíszesnek az általa talált cserépedény-maradványokról (nem összetévesztendő az európai zsinegdíszes kultúrával), ezt fordították le japánra „dzsómon”-ként. A Dzsómon-kultúra korai fázisában az agyagedényeket a lágy agyagba nyomott zsinegek mintázatával ékesítették.

## Jajoi-kor

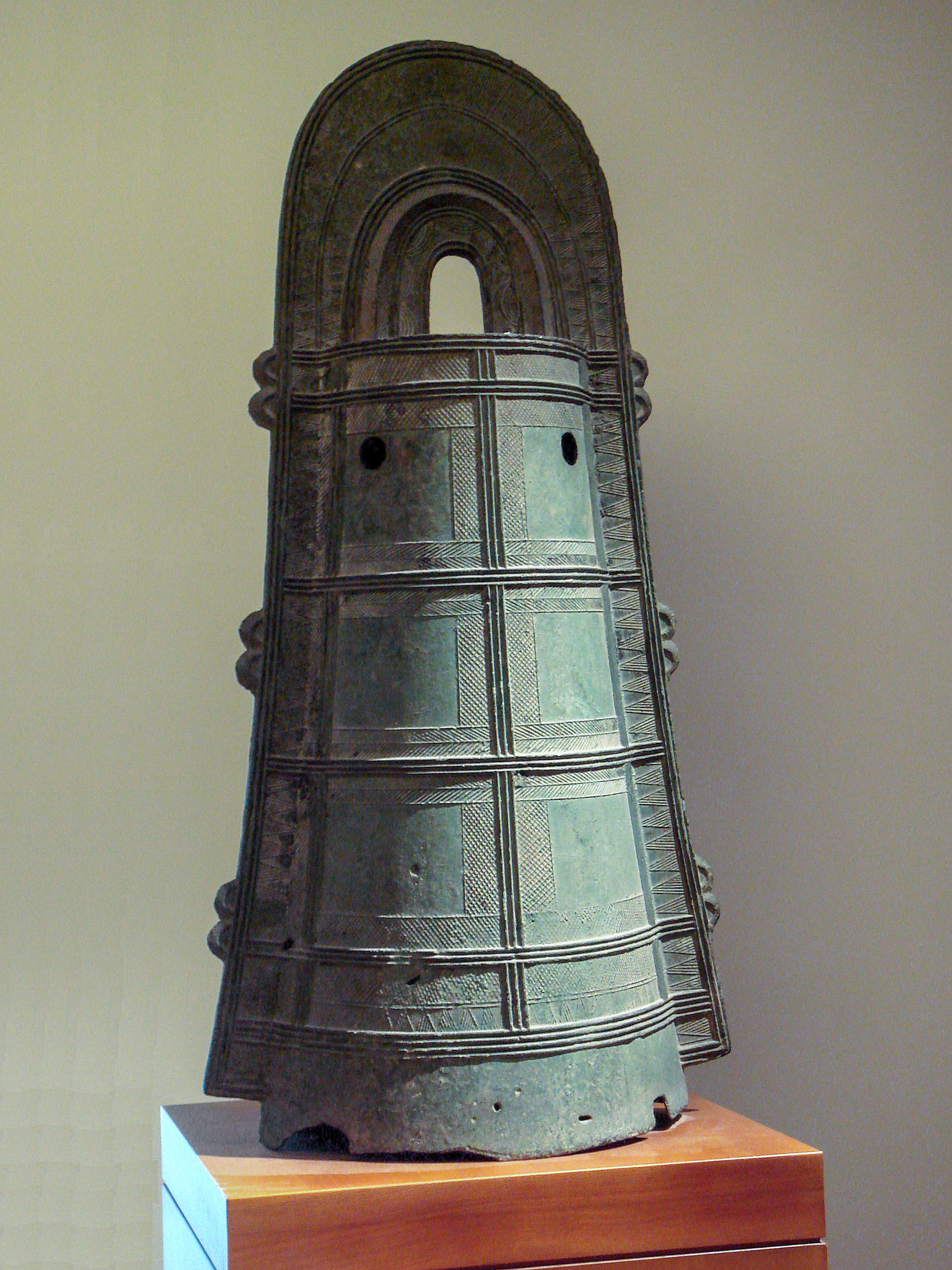
Az i. sz. 3. századból való bronzharang (Jajoi-kor)

A Dzsómon-kultúrát a Jajoi-korszak váltotta fel i. e. 1000-800 körül (korábban i. e. 400-ra tették, az új kormeghatározások a kultúra kezdetét mintegy 500 évvel kitolták). A kultúrát Tokió egyik negyedéről nevezték el, ahol sajátos stílusú cserépedényeit 1884-ben először megtalálták. Az új technikák és a stílus Észak-Kjúsúról indult el és terjedt el szinte valamennyi japán szigeten. Megjelent a mezőgazdaság, bár a vadászat és gyűjtögetés továbbra is jelentős maradt. Kínából és Koreából bronz- és vasszerszámokat és -fegyvereket hoztak be; később ezek készítését a japánok is megtanulták. Ebben az időszakban jelent meg a szövés és a selyem termelése, az üvegkészítés a fafeldolgozás új technikái.
A Jajoi-kultúra technikái a kontinensről származtak. A történészek egyelőre nem jutottak konszenzusra azt illetően, hogy a kultúra terjedése egy külső népcsoport betelepedését tükrözi, vagy a helybeliek átvették a koreai-kínai találmányokat (esetleg a kettő kombinációja). A genetikai és nyelvészeti bizonyítékok a migrációs elméletet támasztják alá. Becslések szerint az ázsiai kontinensről évente átlagosan 350-3000 fő települt át a japán szigetekre. A mai japánok genetikailag inkább a jajoikhoz állanak közelebb, míg az északi ainuk inkább a dzsómonokkal mutatnak rokonságot. A Jajoi-kultúra fokozatosan kiszorította a Dzsómon-kultúrát; utóbbi Észak-Honsun egészen az i. sz. 8. századig fennmaradt.
A lakosság gyors gyarapodásnak indult, kb. tízszeresen haladta meg a Dzsómon-korit. Becslések szerint Japán népessége a Jajoi-kor végén 1,5-4,5 millió között lehetett. A csontvázak vizsgálatából kiderült, hogy a Dzsómon-kor végén a lakosok egészsége általában leromlott és hiányosan táplálkoztak; ezzel szemben a jajoik településein nagy épületeket tártak fel, amelyek magtárak lehettek. A változás együtt járt a társadalmi osztályok megjelenésével és a fokozott hadviseléssel; erről az elkülönülő temetkezés és az erődítmények megjelenése árulkodik. A kor vizesárokkal védett falvainak egy szép példája Josinogari régészeti lelőhelye, amelyet az 1980-as évek végén kezdtek feltárni a régészek.
A korszak során a különálló törzsek fokozatosan egyre nagyobb királyságokba tömörültek. Japánt írásban először az i. sz. 82-ben összeállított kínai krónika, Han könyve említi Va néven és állítása szerint ekkor száz királyságra oszlott. A 240-es kiadású kínai Vej könyve már ír egy erős, a szomszédait meghódító államról. Ezt a királyságot Jamatainak hívták és egy Himiko nevű sámánnő uralta.

## Kofun-kor (kb. 250–538)

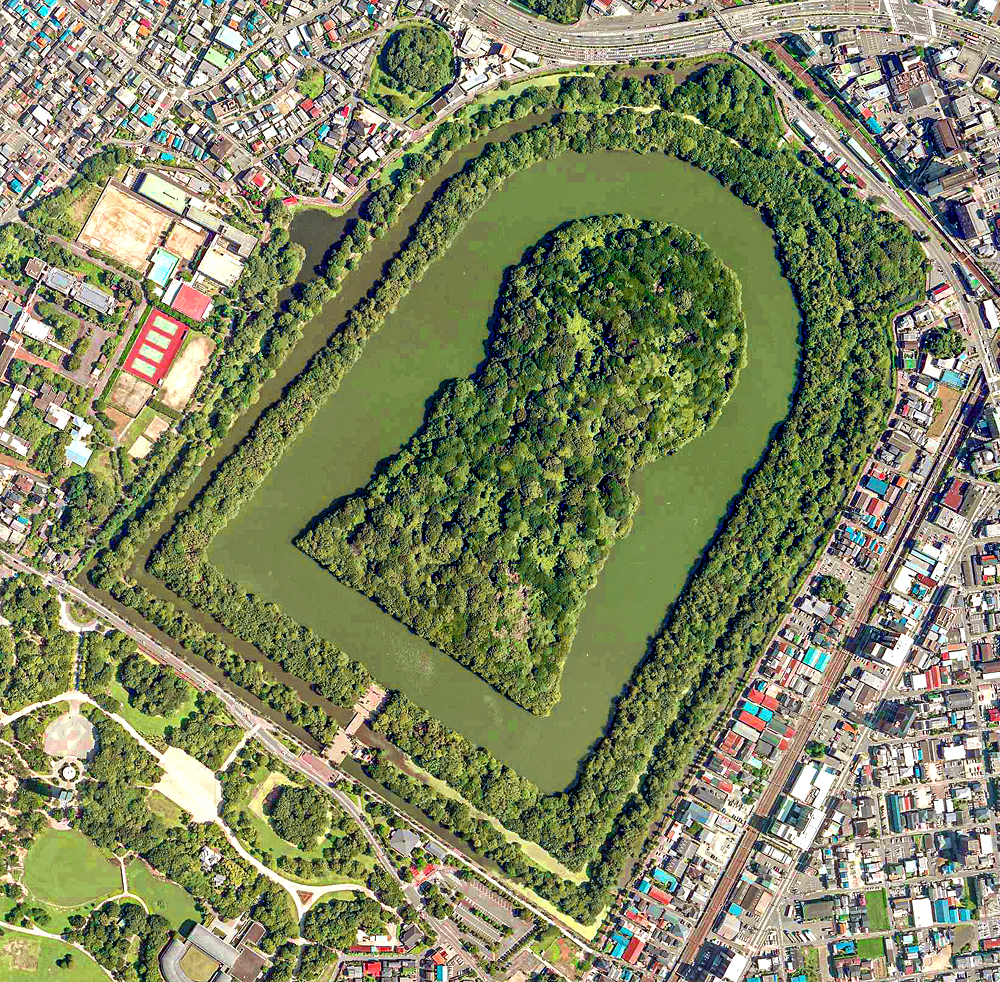
A kiotói Daiszenrjó Kofun síremlék

A Kofun-kor az egyesített királyság kora, amikor Japán nagy része egyetlen állam uralma alá került. I. sz. 250 körül kezdték el építeni azokat a síremlékeket (kofunokat) amelyekről a korszak a nevét kapta és amelyek megmutatták a központi kormány és az élén álló uralkodó hatalmát. Jónéhány síremlék hatalmas méreteket ért el, mint pl. a 486 m hosszú, kulcslyuk alaprajzú Daiszenrjó Kofun, amelyet 15 évig építettek. A kofunokat gyakran katonákat és lovakat ábrázoló cserépszobrokkal (hanivákkal) vették körbe.
Az állam központja az ország középső részén Jamato tartományban (a mai Nara prefektúrában) foglalt helyet. Uralkodóitól származtak a későbbi japán császárok, amely így a világ legrégebbi uralkodó dinasztiája. Jamato a japán szigetek nagy részére kiterjesztette hatalmát, hol hódítással, hol pedig (és inkább ezt preferálták) a helyi vezetőknek fontos pozíciókat ajánlottak fel az udvarban, cserébe a meghódolásért. A Jamato államhoz csatlakozott helyi arisztokráciát a Kofun-korban udzsinak nevezték és nagyjából megfeleltek a későbbi korok családjainak.

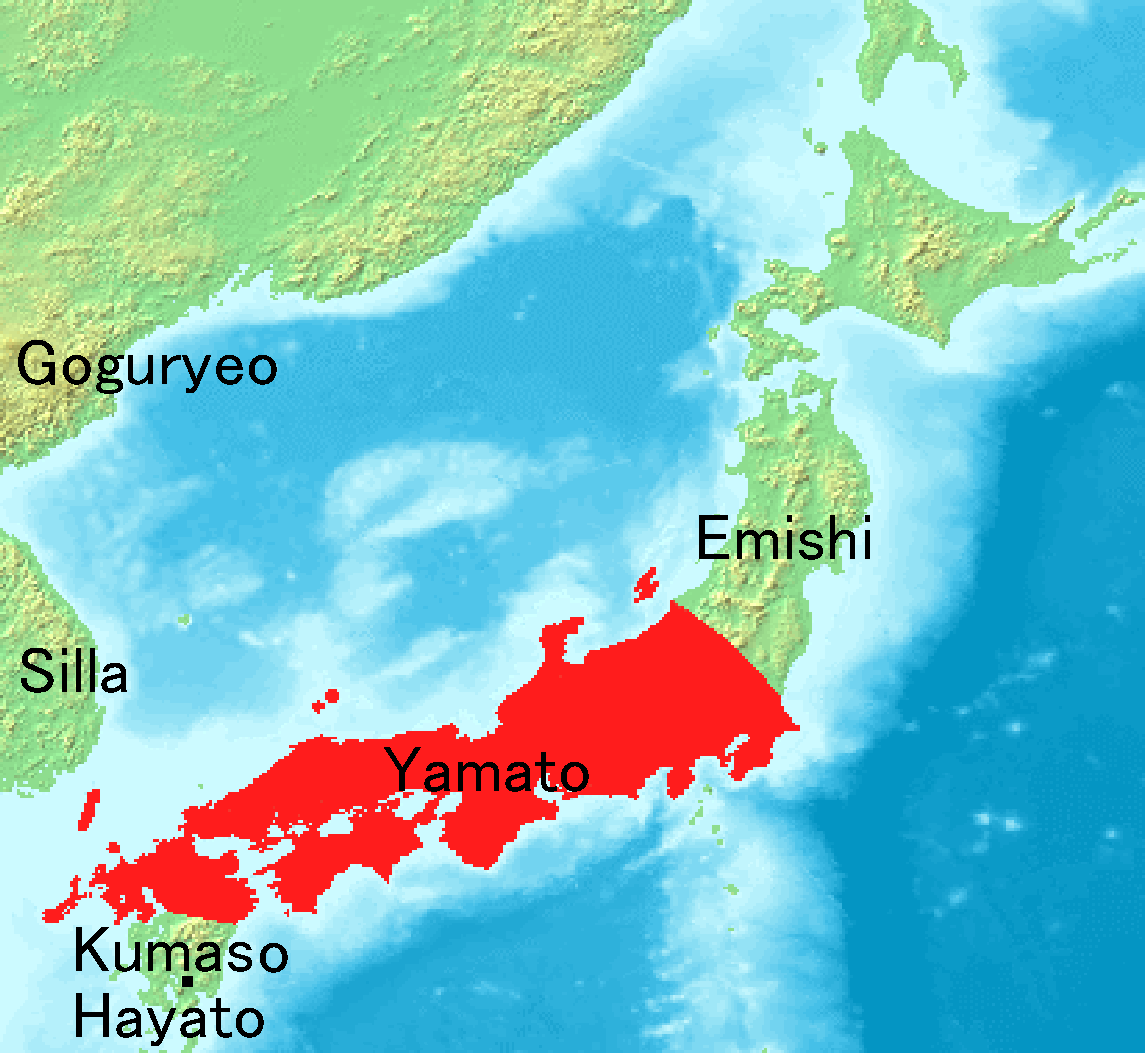
Jamato területe a Kofun-korban

Az állam vezetői követeket küldtek a kínai császárhoz, hogy az elismerje uralmukat. A kínai források „Va öt királya”-ként hivatkoznak öt egymást követő Jamato-beli uralkodóra. Kínai és koreai kézművesek és tudósok utaztak Japánba és fontos szerepet játszottak abban, hogy az ország megismerte a korszak fontos tudományos és technikai vívmányait.

## Aszuka-kor (538–710)
Az Aszuka-kor 538-ban kezdődött, amikor a buddhizmus a koreai Pekcse királyságból elért Japánba. A buddhizmus általánosan elterjedt és sajátos egyveleget (ún. sinbucu-súgó) alkotott az ősi japán sintóista vallással. A korszak az akkori fővárosról, a Jamato tartománybeli Aszukáról kapta a nevét.
587-ben a buddhista Szoga család vette át a tényleges hatalmat és a színfalak mögül közel hatvan évig irányította az országot. Jómei császár második fia, a részben maga is Szoga-származású Sótoku herceg a család és a buddhizmus ügye mellé állt és 594-622 között régensként kormányzott. Ő írta a tizenhét cikkelyes alkotmányt, amely egy konfuciánus ihletésű erkölcsi útmutató volt a tisztségviselők és a polgárok számára és bevezetett egy teljesítményalapú előléptetési rendszert a hivatalnokoknak (ún. tizenkét rang rendszere). Ebben a korban, 670-ben vette fel az állam a Nihon nevet, amelyet máig visel.

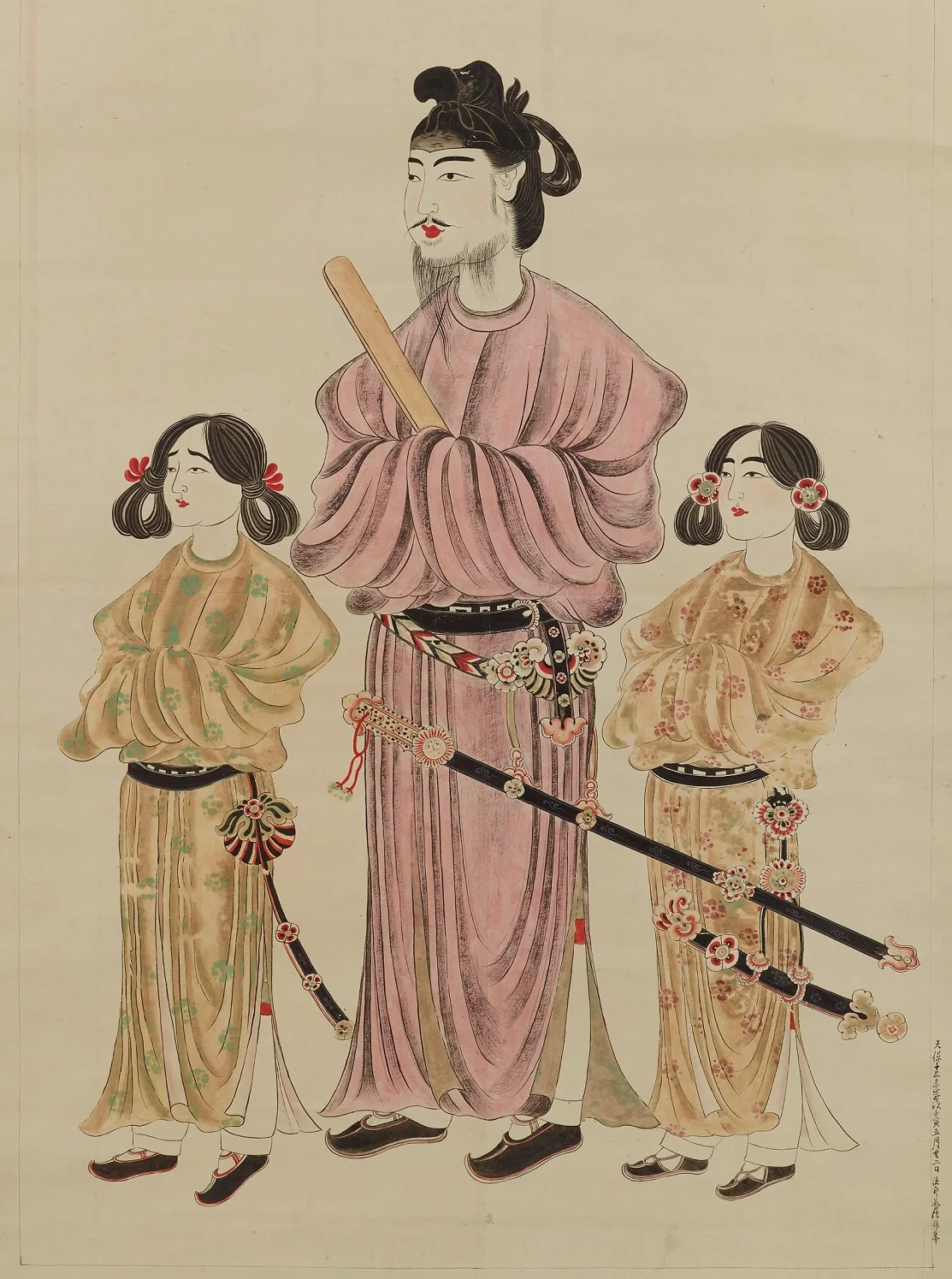
Sótoku herceg

645-ben Naka no Óe herceg (a leendő Tendzsi császár) és Fudzsivara no Kamatari (a Fudzsivara család alapítója) megdöntötte a Szoga család hatalmát. Kormányzatuk bevezette a Taika reformokat, amely során kínai mintára egyenlően szétosztották a földeket azok megművelői között és népszámlálást tartottak egy új adórendszer bevezetéséhez. Tendzsi 672-es halála után a két trónkövetelő polgárháborúja (Dzsinsin-háború) lezárultával további reformokat hoztak (Taihó törvénykönyv) amelyekkel megerősítették a központi hatalmat és megszabták a helyi hatalomgyakorlás rendszerét. Mindezek a jogi reformok során létrejött a kínai mintát követő, központosított ún. ricurjó-államszervezet, amely mintegy fél évezredig megszabta a japán állam kereteit.

## Nara-kor (710–794)
Genmei császárnő 708-ban kiadta az utasítást egy új főváros építésére és a kormányzat 710-ben beköltözött Heidzsó-kjóba (a mai Nara), amelyet a kínai Tang-dinasztia fővárosa, Csangan mintájára terveztek. Ebben a korban jelentek meg az első japán könyvek, a Kodzsiki és a Nihon Soki c. krónikák. A művekben leírták Japán keletkezésének mítoszát, valamint a császári dinasztia isteni eredetét. A 8. század második felében állították össze a  a Manjósút, az egyik legszebb japán versgyűjteményt.
A korszak során az országot számos természeti katasztrófa sújtotta: tűzvészek, aszályok, éhínségek és járványok, mint az a feketehimlő-járvány, amely a lakosság negyedét elpusztította. Sómu császár (724–49) attól tartott hogy a csapásokat az istenek küldték a népre az ő bűnei miatt, ezért nagy összegeket fordított templomépítésre, ekkor épült a Tódaidzsi is Narában. Az építkezés költségeit a befolyásos buddhista szerzetes, Gjóki is segített összegyűjteni; a kész templomban a vallás kínai származású nagy apostola, Gandzsin szentelte fel az új szerzeteseket. A katasztrófák hatására azonban az ország lakossága csökkenni kezdett, amely a következő Heian-korszakban is folytatódott.

## Heian-kor (794–1185)

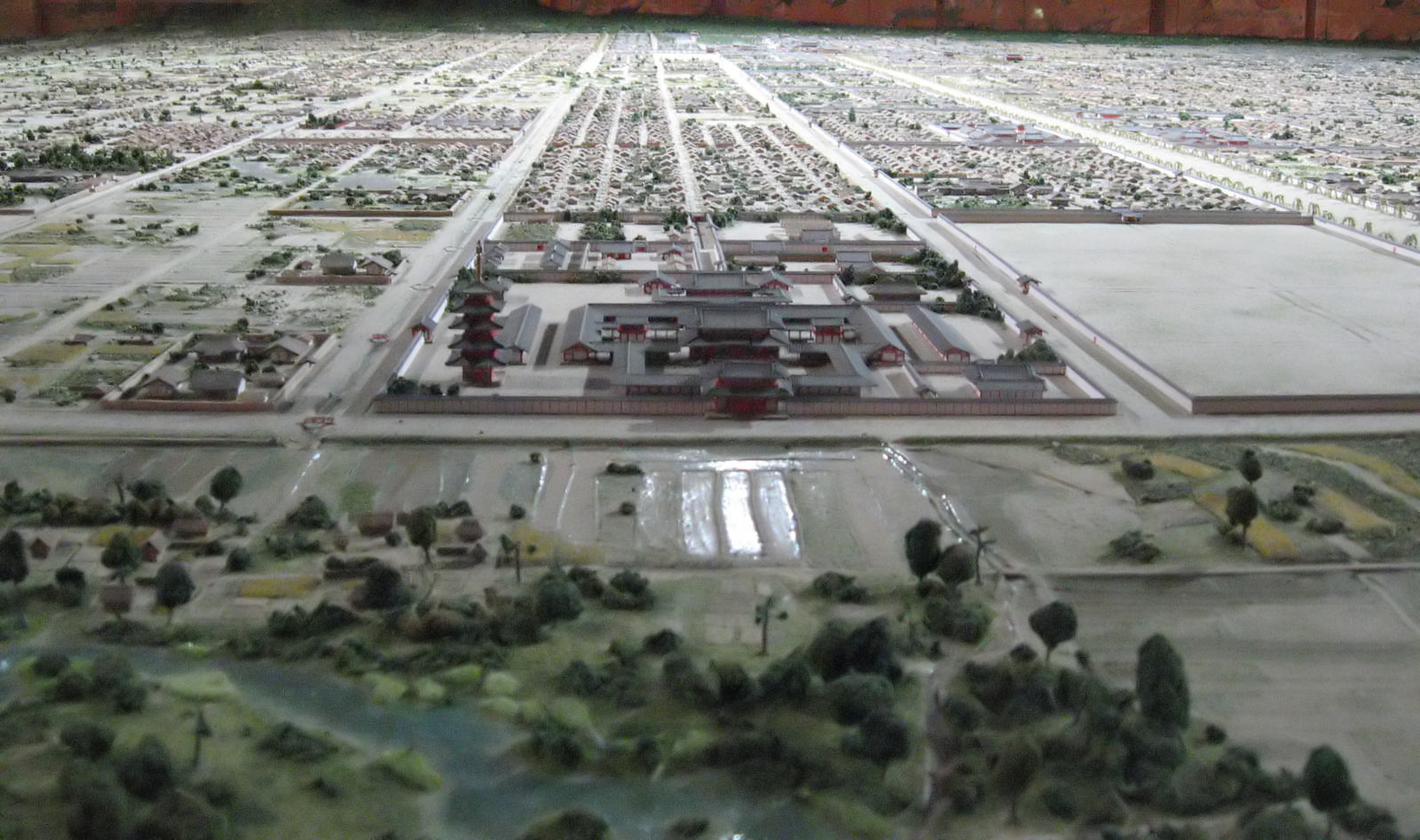
Heian-kjó makettje

784-ben a fővárost rövid időre Nagaoka-kjóba, majd 794-ben Heian-kjóba (a mai Kiotó) költöztették, ahol aztán egészen 1868-ig maradt. A tényleges politikai hatalom a Fudzsivara család kezébe került, amely a császári dinasztiával kötött házasságokkal is megerősítette helyzetét. 858-ban Fudzsivara no Josifusza  régensnek (szessó) nyilvánította magát a kiskorú császár mellett. Fia, Fudzsivara no Motocune létrehozta a kampaku hivatalát, amely a felnőttkorú császár helyett is uralkodott. A család a 10 század végén-11. század elején ért el hatalma csúcspontjára, amikor a kampaku címet 996-ban megszerző Fudzsivara no Micsinaga kormányozta az országot, és akinek négy lánya is császárokhoz ment feleségül. A Fudzsivarák 1086-ig maradtak hatalmon, amikor Sirakava császár lemondott fia, Horikava javára, de a háttérből továbbra is a kezében tartotta a kormányzást (ún. kolostori kormányzás vagy inszei); megteremtve ezzel annak hagyományát, hogy a tényleges hatalom tulajdonosa egy kirakaturalkodó mögé bújik.
A Heian-korszak során a császári udvar hatalma lehanyatlott. Az udvar saját belső civakodásaival és a művészetek gyakorlásával volt elfoglalva, de a fővároson túl alig irányította az országot. Az arisztokrata családok és vallási rendek adómentességet szereztek és a 11. századra a nagybirtokosok már több föld fölött rendelkeztek, mint a központi kormányzat. A kormánynak így nem maradt elég adójövedelme hadseregének fenntartására; ezzel szemben a földesurak saját magánhadseregeket állítottak fel. A kor két legnagyobb családja a császári dinasztiával rokoni kapcsolatokat ápoló Taira és Minamoto hatalmas haderő és földbirtokok felett rendelkezett. A kormány jobb híján őket kérte fel a lázadások és a kalózok leverésére. Ebben a korban jelent meg a rabszolgák társadalmi osztálya, amely elszegényedett parasztokból, fizetőképtelen adósokból és elítélt bűnözőkből tevődött össze.
A Heian-kor elején a kormány meghódította az Észak-Honsún élő emisiket. A hadjárat vezetője, Ótomo no Otamaro volt az első akit az udvar szeii tai-sógun („barbárokat legyőző nagy hadvezér”) címmel tüntetett ki. 1051-ben az északi Abe család nyíltan szembehelyezkedett a központi kormánnyal. Az udvar a Minamotókat kérte fel a lázadás elfojtására, amelyet azok egy 12 évig elhúzódó háborúban (ún. korai kilencéves háború, mert a fegyverszünet idejét nem számították bele) sikeresen teljesítettek. Húsz évvel később ismét fellángolt a konfliktus, ezúttal a kései hároméves háborúban Fudzsivara no Kijohira sikeresen ellenállt, létrehozta az Északi Fudzsivara családot, amely székhelyéből, Hiraizumiból száz éven át ellenőrizte Észak-Honsút.
1156-ban polgárháború (a Hógen-lázadás) tört ki a császári trón örökösödése miatt. A két fél, Go-Sirakava és Szutoku a Taira és a Minamoto családot bérelte fel (amelyek részben egyik, részben másik császár pártjára álltak). A győztes oldal vezére, Taira no Kijomori ügyesen kihasználta megnövekedett tekintélyét és saját unokáját, Antokut a császári trónra tudta ültetni.  A háború viszont kiélezte a két szamurájcsalád közti feszültségeket, ami 1160-ban a Heidzsi-lázadáshoz vezetett. 1180-ban Minamoto no Joritomo indított felkelést a Tairák hatalma ellen. A következő évben Taira no Kijomori meghalt ugyan, de a véres Genpei-háború még további négy évig dúlt a két család között. A harcot az 1185-ös Dan-no-ura-i tengeri csata döntötte el a Minamotók javára. Ezután Japán tényleges urai Joritomo és hívei voltak.

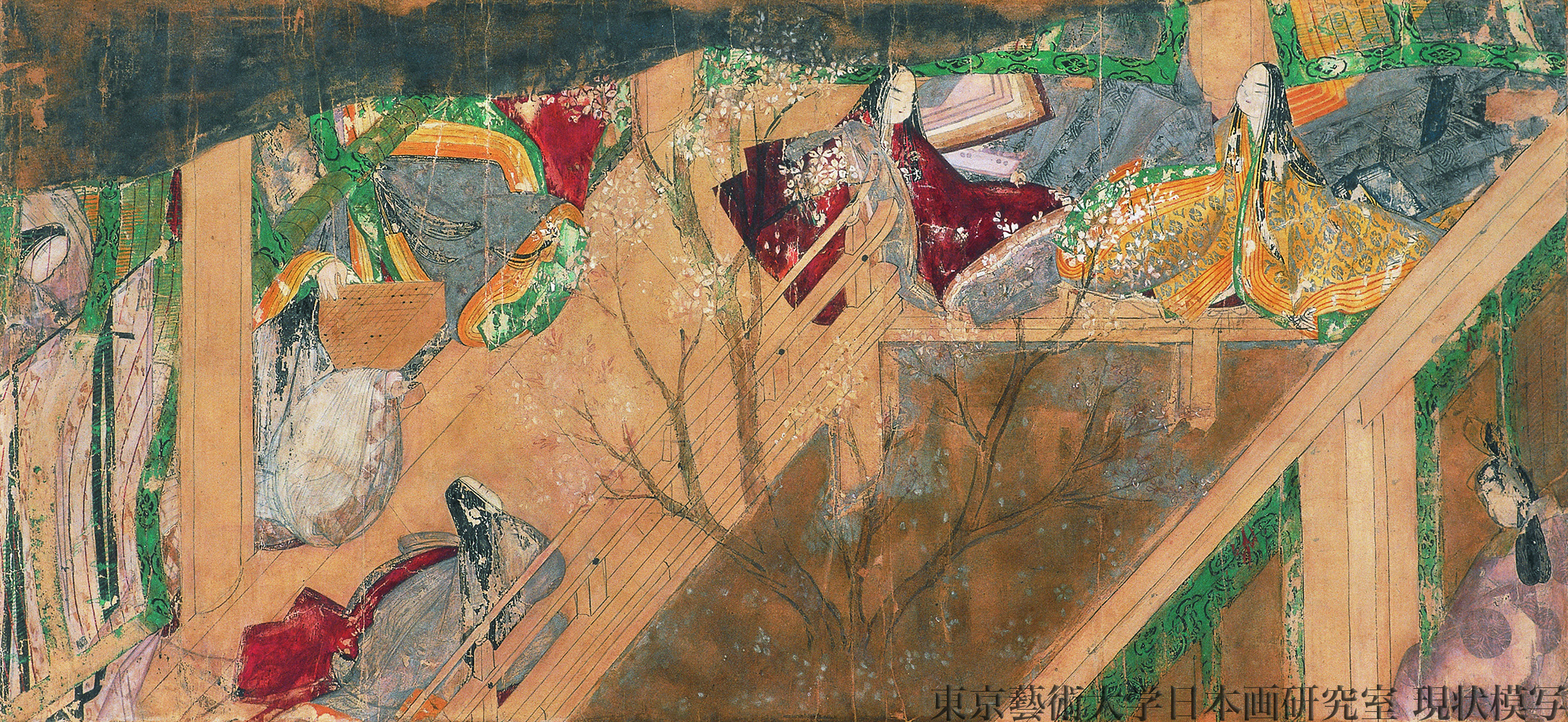
A Gendzsi szerelmei-t illusztráló festmény (kb. 1130)

A Heian-kor során a császári udvarban virágoztak a művészetek különböző válfajai. A korabeli japán irodalom mesterművei a Ki no Curajuki által összeállított Kokin vakasú és Tosza nikki versgyűjtemények, Szei Sónagon Párnakönyve és az teljes japán egész irodalom csúcspontjának is tekintett Gendzsi szerelmei Muraszaki Sikibutól.
A kínai kulturális hatás meggyengült; ezt tükrözte a kana írásrendszerek kifejlesztése. A 9. századtól kezdve egyre inkább jellemzővé vált a specifikusan japán művészi és költészeti kifejezésmód. A kor egyik építészeti remekműve (Heian-kjó mellett) az 1053-ban épült Bjódóin templom Udzsiban.

## Kamakura-kor (1185–1333)
Minamoto no Joritomo megszerezte a kiotói császári udvar jóváhagyását az ország kormányzására. Székhelye a Kantó régióban található Kamakura városában volt található. 1192-ben a császár Joritomónak szeii tai-sógun-i címet adományozott, így ő lett az első mai értelemben vett, kormányzó sóguna az országnak és megalapította a Kamakura-sógunátust (vagy japán kifejezéssel bakufut). Az ország ezután gyakorlatilag 1868-ig a sógunok (hadurak) uralma alatt maradt.
A kormányzó hatalom forrása elvben a császár volt, és ő ruházta fel legitimációval a sógunokat, a gyakorlatban viszont Japán tényleges urai a következő közel egy évezredben a sógunok voltak. A császári udvar továbbra is ellátott némi vallási és bürokratikus feladatot, a régi intézmények korlátozásokkal ugyan, de jórészt megmaradtak és az ország hivatalos fővárosa továbbra is Kiotó maradt.
A Taira család (Isze) főága a háborúban elpusztult, de mellékágaik, a tőlük származó Hódzsó, Csiba, Hatakejama családok fennmaradtak Kelet-Japánban, sőt (különösen a Hódzsók) magas posztokat szereztek a kormányzatban.
Joritomo 1199-ben meghalt és utódja idősebbik fia, a 17 éves Minamoto no Joriie lett, aki helyett a háttérből ténylegesen anyja, Hódzsó Maszako irányított. 1203-ban Joriie anyai nagyapja, Hódzsó Tokimasza egy 13 tagú tanács élén átvette a hatalmat és az ellene szervezkedő Joriiét elfogatta és meggyilkoltatta. A sóguni cím Joriie öccsére, a 11 éves Minamoto no Szanetomóra szállt, aki helyett Tokimasza kormányzott régensként.
A Joritomo által létrehozott államszervezet a korábbi, kínai típusú ricurjó államtól eltérően decentralizált és feudális jellegű volt. A tartományi kormányzókat (sugo vagy dzsitó) saját közvetlen vazallusai (gokenin) köréből választotta ki. A Kamakura-sógunok engedélyezték vazallusaiknak saját hadsereg fenntartását és tartományaik kormányzásába kevéssé szóltak bele.
1221-ben az 1198 óta kolostorba visszavonult Go-Toba császár 3 éves unokájának trónra lépésekor fellázadt, megpróbálta megdönteni a sógunátust és visszaállítani a császári hatalmat (ún. Dzsókjú-háború). A főleg Kiotó-környéki nemesek által támogatott felkelés elbukott, Go-Tobát pedig Oki szigetére száműzték (egyúttal a két másik visszavonult császárt, Cucsimikadót és Dzsuntokut is száműzték).

Mongolokkal harcoló szamuráj

1274-ben és 1281-ben az egész ország szamurájhadseregét mozgósították, amikor a Mongol Birodalom ura, Kubiláj kán megpróbálta meghódítani Japánt. A rosszabbul felszerelt és létszámhátrányban lévő japánok sikeresen feltartóztatták a Kjúsún partra szálló mongolokat, akik hajóhadát egy tájfun (kamikaze – isteni szél) szórta szét. A hadművelet azonban annyira kiürítette a központi kormány kincstárát, hogy még vazallusait sem tudta kompenzálni háborús erőfeszítéseikért; ez hosszú távon megrontotta a szamurájok és a sógun viszonyát.
A szamurájok elégedetlensége döntő szerepet játszott a Kamakura-sógunátus bukásában. 1333-ban Go-Daigo császár felkelést indított annak reményében, hogy visszaállíthatja a császári udvar korábbi hatalmát. A kormány Asikaga Takaudzsi vezetésével sereget küldött a lázadás leverésére, de a hadvezér átállt a császár oldalára és a sógun megbukott.
A Kamakura-korszak második felében (kb. 1250-től kezdődően) Japán érezhető gazdasági fejlődésen esett át és a népesség gyarapodott. Szélesebb körben elterjedt a vasszerszámok és használata, fejlődtek a csatornázás és a vetésforgók technológiái; mindezek következtében nőtt az élelmiszertermelés. A népesség növekedése magával hozta a városok és a kereskedelem fejlődését. A korábban főleg az arisztokrácia köreiben elterjedt buddhizmus az olyan hittérítő szerzetesek munkálkodása következtében, mint Hónen (1133–1212) vagy Nicsiren (1222–82) utat talált a lakosság szélesebb rétegeihez. A szamurájok körében általánossá vált a zen-buddhizmus.

### A késő Heian-kor és a Kamamura-kor irodalma
A Heian-kor végének és a Kamakura-kor elejének jellemző irodalmi formája a vaka versek voltak. Az arisztokrata származású Fudzsivara no Sunzei, a kor egyik legnevesebb költője Go-Sirakava császár kérésére 1183-1188 között összeállította a Szenzai vakasú versgyűjteményt (a hetediket az összesen huszonegy császári gyűjteményből). Az antológia számos olyan költeményt tartalmaz, amelyet a legyőzött Taira család tagjai írtak, hogy bosszúálló szellemeiknek elégtételt adjanak. A szerzők között 33 nő is található. Sunzei fia, Fudzsivara no Teika, szintén tehetséges költőnek bizonyult, az általa összeállított Hjakunin Issu antológia (száz szerző egy-egy verse) egészen a 20. századig befolyásolta a költészeti stílusokat. Tagja volt annak a bizottságnak is, amelyik összeállított a nyolcadik császári versgyűjteményt, a Sin kokin vakasú-t. Teika tanítványa volt a harmadik sógun, Minamoto no Szanetomo, akit uralkodói mivolta mellett a kor nagy költői között tartanak számon.
A vaka stílus utolsó nagy képviselője a buddhista szerzetes Sótecu volt, utána a versforma kiment a divatból. Igen gyorsan népszerűvé vált egy új stílus, a gunki monogatari (háborús történet, históriás ének), amelyek közül az egyik legismertebb a Taira család bukását leíró Heike története (Heike monogatari), melyet egyesek a japán nemzeti eposznak tartanak.

## Muromacsi-kor (1333–1568)

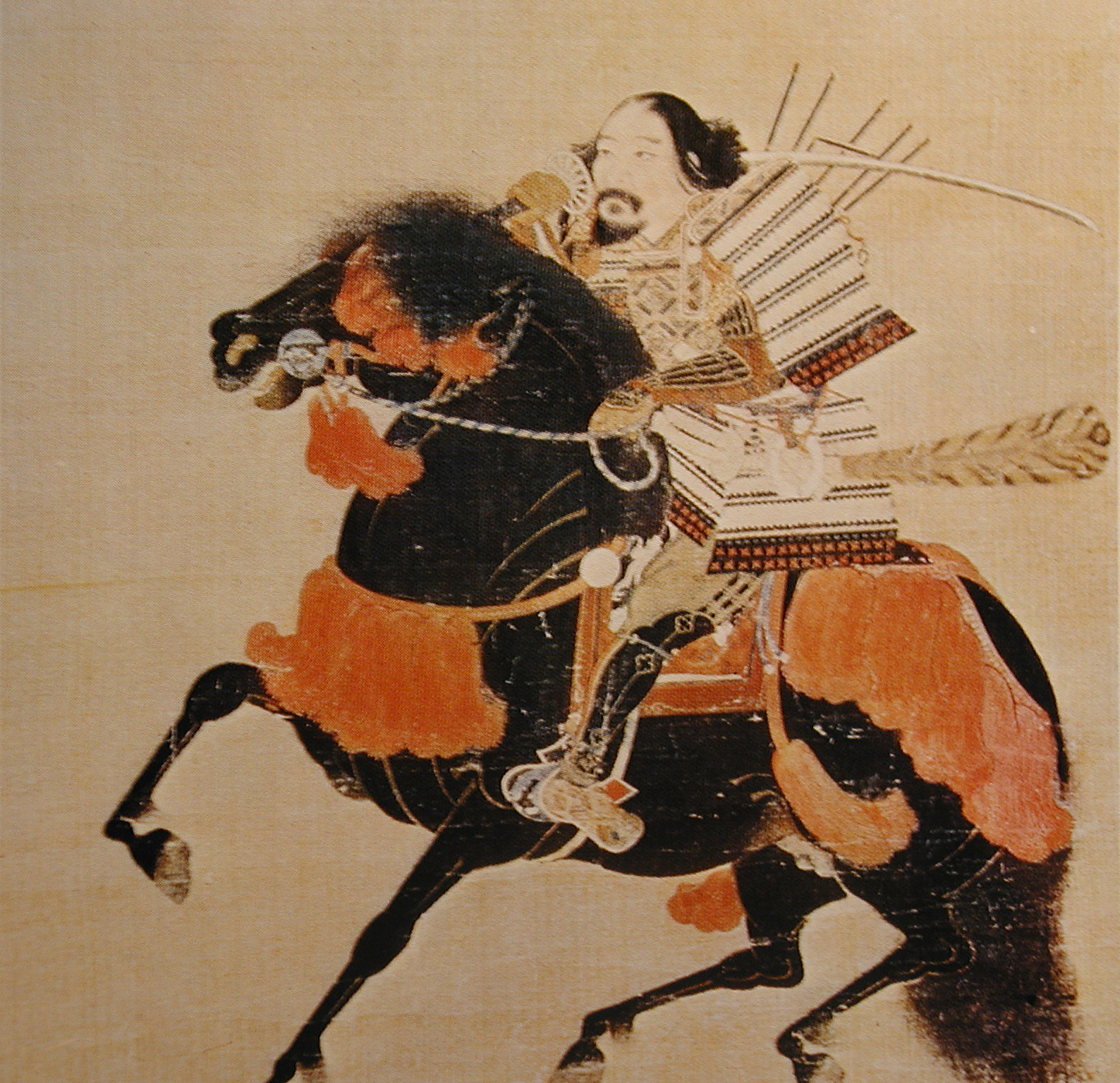
Asikaga Takaudzsi

Go-Daigo császár a Kamakura-sógunátus bukása után a Kenmu restaurációval vissza akarta állítani a császári hatalmat, de Takaudzsi és a szamurájok hamarosan elégedetlenkedni kezdtek intézkedései, illetve elvárásaik kielégítetlensége miatt. Takaudzsi sóguni címet akart, és amikor nem kapta meg, fellázadt. 1338-ban elfoglalta Kiotót, megbuktatta Go-Daigót és a császári család egy másik tagját, Kómjót ültette a trónra; ő már kinevezte őt sógunná. Go-Daigo délre, Josino városába menekült és ellenkormányt alakított; ezzel megkezdődött az Északi és a Déli udvar hosszas, közel 60 évig tartó konfliktusának kora.
Takaudzsi Kiotó Muromacsi városrészében állította fel kormányzatát. A Déli udvar problémája mellett a kezdetektől fogva gondot okozott, hogy az általa kinevezett vazallus kormányzók (daimjók) egyre inkább feudális kiskirályokként kezdtek viselkedni és sokszor ellenszegültek a központi kormánynak. Az Asikaga-sógunok közül legsikeresebbnek Takaudzsi unokája, az 1368-an hatalomra jutó Josimicu bizonyult, aki 1394-es visszavonulása után is az ország egyik legbefolyásosabb személyisége maradt. Sikerült megerősítenie a sógun tekintélyét és 1392-ben véget vetett az Északi és Déli udvar különválásának és a polgárháborúnak. Ettől fogva a sógunok szigorú ellenőrzés alatt tartották a császárokat.

A nagyobb családok területei 1570 körül

Mintegy fél évszázaddal később az ország újabb, még véresebb polgárháborús időszakba süllyedt. 1467-ben a sógun örökösödése miatt kitört az Ónin-háború. Mindkét jelöltet sok daimjó támogatta és a harcok során szinte a földig rombolták magát Kiotót is. Mire az örökösödést 1477-re sikerült rendezni, a sógun gyakorlatilag minden hatalmát elvesztette és a daimjók önálló kiskirályokként kormányozták birtokaikat. Megkezdődött a Szengoku („Hadakozó fejedelemségek kora”) korszak, amely során Japán több száz apró államocskára hullott szét, amelyek egymással harcoltak a hatalomért. A kor legerősebb daimjói közé tartozott Ueszugi Kensin, Takeda Singen és Date Maszamune. Ekkoriban élték virágkorukat a nindzsák, akik a daimjók szolgálatában álló, magasan képzett kémek és orgyilkosok voltak. Az általános káosz mellett a parasztok is gyakran fellázadtak és a buddhista templomok harcos szerzetesekkel védték magukat.

Ueszugi Kensin címere

Ebben az anarchikus időszakban történt, hogy 1543-ban egy vihar által eltérített kínai hajó kikötött Tanegasima szigetén, Kjúsútól délre. A hajón három portugál kereskedő (António Mota, Francisco Zeimoto és Fernão Mendes Pinto) tartózkodott, az első európaiak akik Japán földjére tehették a lábukat. Ők ismertették meg a japánokkal a tűzfegyvereket, amelyek gyorsan elterjedtek, és becslések szerint 1556-ra már 300 ezer muskéta állt a daimjók rendelkezésére. Az európaiak megkezdték a japánok kereszténységre való térítését; ebben nagy érdemeket szerzett az 1549-ben a szigetországba érkező Xavéri Szent Ferenc is.

### A Muromacsi-kor kultúrája
A rendszeres háborúk ellenére a Kamakura-korban kezdődő gazdasági fellendülés folytatódott a Muromacsi-korban is. 1450-re Japán lakossága meghaladta a tízmilliót, míg a 13. század végén még csak hatmillióan voltak. A kereskedelem – beleértve a kínai és koreai kereskedelmet – virágzott. Ebben a korban fejlődtek ki az olyan jellegzetes japán művészeti formák, mint a tusfestés, az ikebana, a teaszertartás, a kertépítés, a bonszai és a Nó-színház. A nyolcadik Asikaga-sógun, Josimasza, bár politikai és katonai szempontból súlytalan volt, alapvető szerepet játszott a kulturális fejlődésben (Higasijama-kor).

## Azucsi–Momojama-kor (1568–1600)
A 16. század második felében két kivételes képességű hadvezér, Oda Nobunaga és Tojotomi Hidejosi fokozatosan újraegyesítette Japánt. A korszak az ő hatalmi központjaikról, Azucsi és Momojama várkastélyairól kapta a nevét.
Nobunaga a kis Ovari tartomány daimjója volt, aki 1560-ban vált közismertté, amikor az okehazamai csatában legyőzte a mintegy tízszeres túlerőben lévő Imagava Josimotót. Hamarosan híressé vált kiváló vezetői képességeiről, de könyörtelenségéről is. Felhasználta a keresztények ellenszenvét buddhista ellenfeleivel szemben és jó kapcsolatokat ápolt az európai kereskedőkkel, akiktől fegyvereket vásárolt. Csapatait muskétákkal szerelte fel, szívesen próbált ki új harcmodorokat és származástól függetlenül léptette elő tehetséges harcosait. Egyik legjobb hadvezére és utóda, Tojotomi Hidejosi is paraszti származású volt.

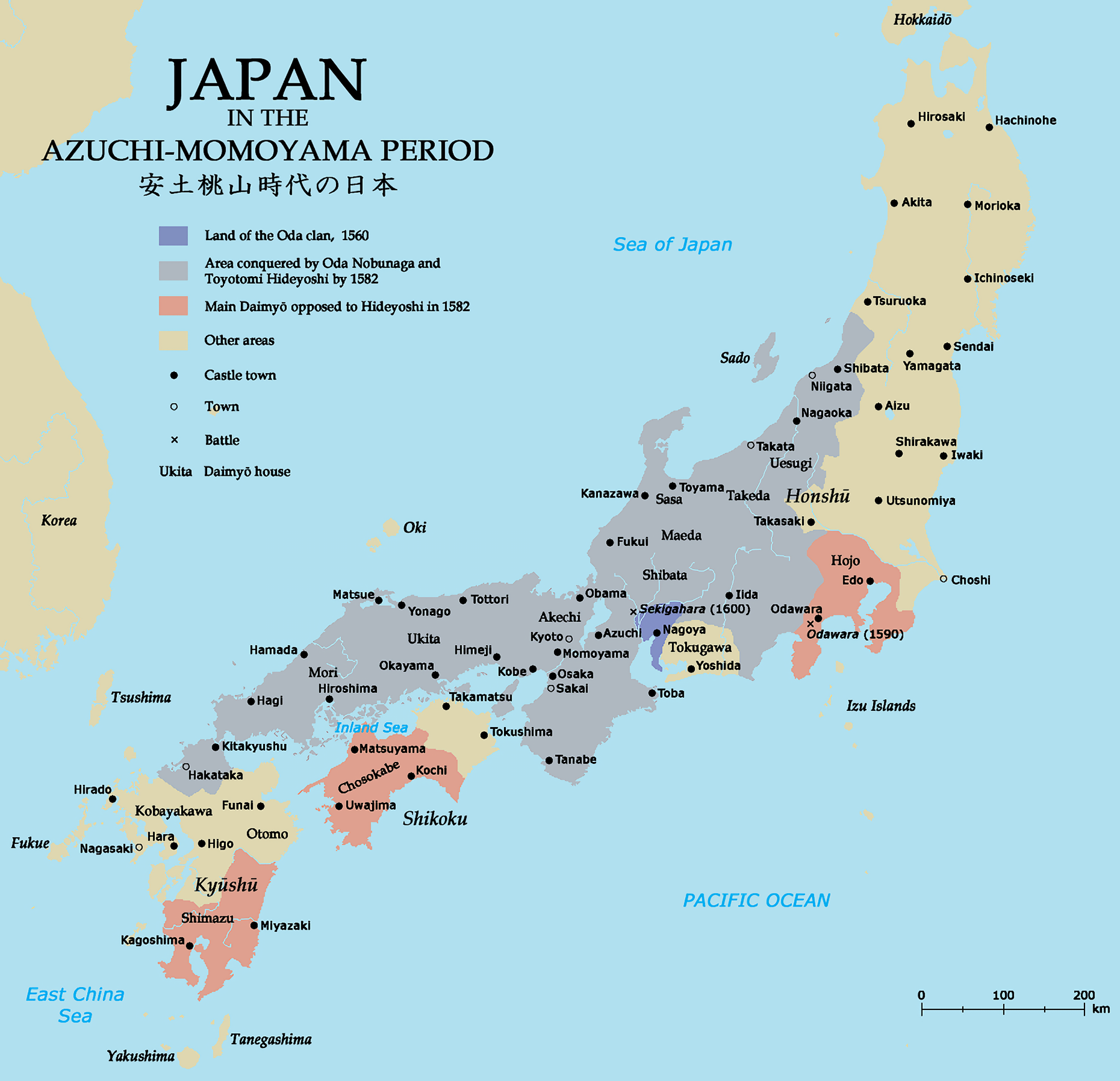
Az Oda Nobunaga által 1582-ig elfoglalt területek(szürkével)

Nobunaga 1568-ban elfoglalta Kiotót és megdöntötte az Asikaga-sógunátust. Jó úton haladt ahhoz, hogy egész Japánt újraegyesítse, amikor 1582-ben egyik hadvezére, Akecsi Micuhide fellázadt ellene, rátámadt a táborára és öngyilkosságra kényszerítette. Helyét Hidejosi vette át, aki leverte Akecsi felkelését, majd befejezve mentora munkáját meghódította Sikokut, Kjúsút és az északkeleti Go-Hódzsó család földjeit. Uralma megszilárdítása érdekében gondoskodott arról, hogy mások ne járhassanak be hozzá hasonló utat: megtiltotta a parasztoknak a kardviselést, korlátozta a daimjók hatalmát, üldözte a keresztényeket, felmérette az ország birtokviszonyait és megtiltotta, hogy a parasztok és a szamurájok elhagyják társadalmi osztályukat. A birtokfelmérés során minden földművest egy osztályba soroltak be, amivel gyakorlatilag felszámolták a rabszolgaságot az országban.
A hatalma csúcsára érkező Hidejosi arról ábrándozott, hogy meghódítja Kínát és Koreát is. 1592-ben és 1598-ban két hadjáratot indított Koreába, de a kínai-koreai erők visszaverték, a második invázió alatt pedig a 61 éves Hidejosi meghalt. Öt éves fia, Hidejori volt a hivatalos utóda, akire a hadúr korábban feleskette hadvezéreit. Ennek ellenére Hidejosi halála után szinte azonnal kitört a harc a hatalomért, amelyet az 1600-as döntő szekigaharai csata után Tokugava Iejaszu nyert meg, megalapozva ezzel a 268 évig tartó Tokugava-sógunátust.

## Edo-kor (1600–1868)

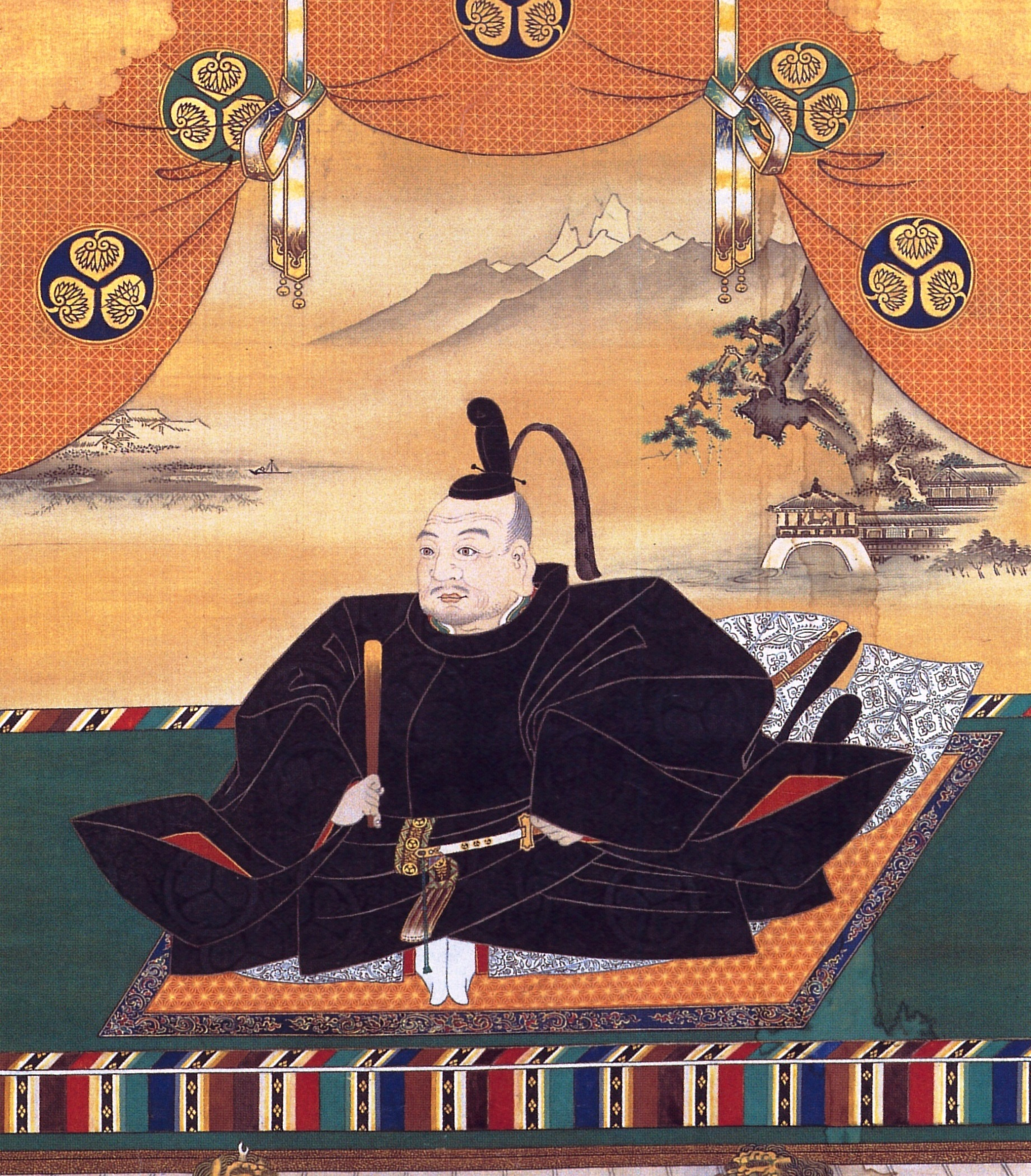
Tokugava Iejaszu

A viszonylag békés és stabil Edo-korszakban a Tokugava-sógunok a keleti Edo városából (a mai Tokió) kormányozták és tartották szoros ellenőrzés alatt az országot. Go-Józei császár 1603-ban sógunná nevezte ki Tokugava Iejaszut, aki már két évvel később lemondott fia, Hidetada javára, ám a háttérből továbbra is irányította a politikai életet. 1609-ben a sógun mondvacsinált indokok alapján engedélyezte a szacumai daimjóknak a Rjúkjú-szigetek meghódítását; a szigetek lakói ezután 266 évig kettős, japán-kínai függésben éltek. 1614-ben az Iejaszu által félreállított Tojotomi Hidejori fellázadt. A harcok során megostromolták Oszakát, végül pedig az egész Tojotomi családot megsemmisítették. A sógunátus ezután szorosabb ellenőrzés alá vette a daimjókat és bevezették azt a rendszert, hogy kötelező volt minden második évet a sógun közelségében, Edóban tölteniük. Tartományaikban azonban továbbra is viszonylagos autonómiát élveztek. Edo gyors növekedésnek indult és hamarosan a világ legnépesebb városai között tarthatták számon. A császári udvar továbbra is Kiotóban maradt bőséges apanázs mellett, de minden politikai hatalomtól megfosztva.

A Tokugava család címere

A kormányzat drákói módszerekkel fojtott el minden tiltakozást és vaskézzel tartotta fenn a rendet. Már a kisebb bűnökért is halálbüntetés járt, az alacsonyabb társadalmi státuszúaknak keresztre feszítés, lefejezés, élve megfőzés formájában; a szamurájoknak általában megengedték, hogy szeppukuval öngyilkosságot kövessenek el. A destabilizáló tényezőnek tekintett kereszténységet üldözték, majd az 1638-as simabarai felkelés után teljesen betiltották. A felforgató külső eszmék terjedése ellen a harmadik sógun, Iemicu bevezette a szakoku (elzárt ország) politikáját: a japánoknak megtiltotta a külföldre utazást és a nyílt-tengeri hajók építését. Nagaszaki kikötőjében fenntartottak egy elzárt mesterséges szigetet, Dedzsimát, amin keresztül a hollandokkal kereskedtek; a többi európai nemzettel megszakították a kapcsolatot. Kínával és Koreával engedélyezték a kereskedelmet.
Az Edo-korszak első évszázada során Japán népessége a mezőgazdaság fejlődésének köszönhetően megduplázódott és elérte a harmincmilliót; a kor többi szakaszában ez a szám stabilizálódott. Az egyesített, hűbéri széttagoltságtól megszabadított országban eltörölték az út- és hídvámokat, egységesítették a pénzrendszert és utakat építettek, ami a kereskedelem és a kézművesség fellendüléséhez vezetett. A városok gyors ütemben növekedtek, bár a lakosság közel 90%-a továbbra is a falvakban élt. Számos iskola nyílt – főleg a templomokban – és az írni-olvasni tudók aránya hamarosan elérte a 30%-ot, ami abban a korban a legmagasabbak közé tartozott a világon. Ez maga után vonta az irodalom iránti kereslet növekedését, évente több száz új könyv jelent meg.

### Az Edo-kor kultúrája
A korszak irodalmában a haiku vált a költészet legfőbb formájává. Ekkor (1644-94 között) élt a műfaj legnagyobb mestere, Macuo Basó. Megjelentek a színház új formái, mint a zenés-táncos kabuki és a bábszínház, a bunraku. Utóbbi legismertebb és legnépszerűbb darabjait Csikamacu Monzaemon (1653–1725) írta. Kialakult a „lebegő világ” (ukijo), a gazdagok hedonista, költészetet és színházat bőkezűen patronáló életstílusa. Részben ők tartották el a kurtizánokat és gésákat, akik a városokban vöröslámpás negyedekbe különültek el (mint Edóban Josivara). Az életstílust mutatták be az olyan új művészeti irányzatok, mint az irodalomban az ukijo-zósi vagy a képzőművészetben az ukijo-e; utóbbi szívesen használta a képek sokszorosításához a fanyomatos technikát.

### A Tokugava-sógunátus hanyatlása
A 18. század végén és a 19. század elején a sógunátus a gyengülés jeleit mutatta. A korábbi mezőgazdasági fejlődés megtorpant és a kormányzat tehetetlennek bizonyult a Tenpó-éhínség során. A parasztok egyre nyugtalanabbá váltak, a kormány jövedelmei visszaestek. A sógunátus a szamurájok jövedelmén akart takarékoskodni, akik közül sokan mellékállásokat kellett vállalniuk. Az Európából behozott – főleg holland – könyvek megmutatták, hogy a világ kezd túlhaladni a Japán által is képviselt középkori értékrenden. Szugita Genpaku például holland orvosi könyvek alapján forradalmasította a japán anatómiaszemléletet. Motoori Norinaga, Hirata Acutane és más tudósok kifejlesztették a kokugaku eszméjét, amely a kormányzat által képviselt kínai neokonfuciánus elvekkel szemben az eredeti japán „néplelket” helyezte előtérbe, és a sógunátussal szemben az isteni eredetű császárt tekintette az ország valódi vezetőjének.

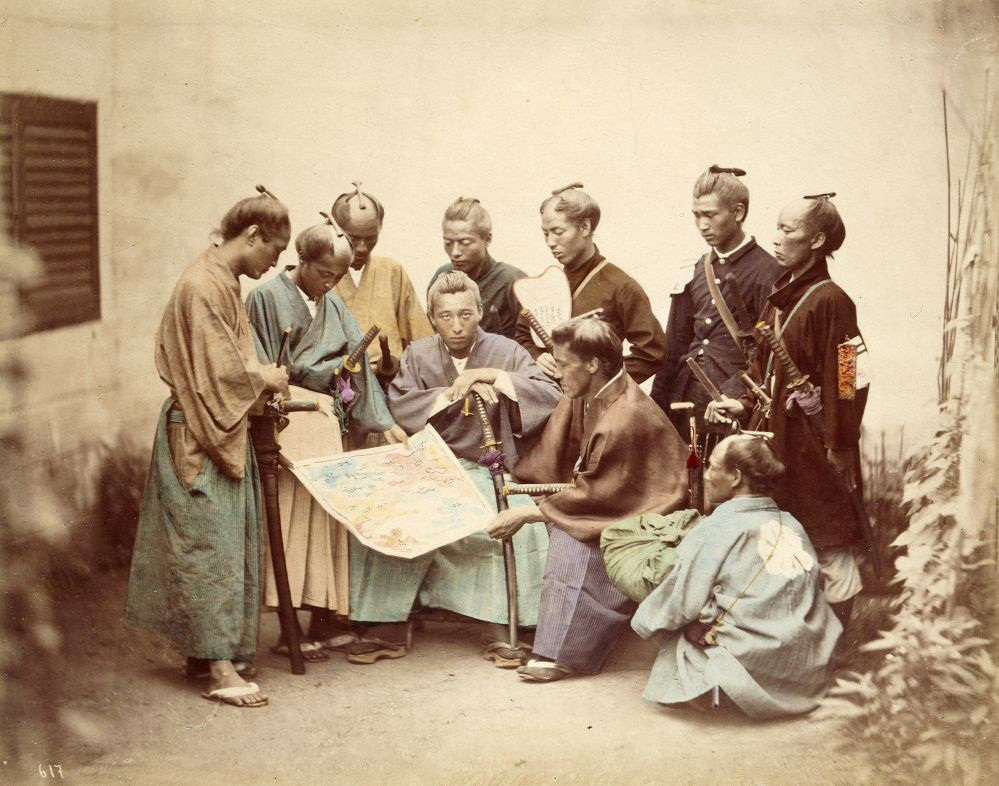
Szacumai szamurájok a Bosin-háború idején

1853-ban az amerikai kormány Matthew C. Perry vezetésével flottát küldött Japánba, hogy kikényszerítse az izolációs politika befejezését és a kereskedelmi kapcsolatok létesítését. A kormány tehetetlennek bizonyult a robbanótöltetes ágyúkkal felszerelt gőzhajókkal szemben és a kanagavai egyezmény aláírásával kénytelen volt elfogadni, hogy amerikai hajók kiköthessenek Japánban. A többi európai nagyhatalom, mint Nagy-Britannia vagy Oroszország is kikényszerítette, hogy vámmentesen kereskedhessen és az országban polgáraik fölött ne ítélkezhessen japán bíróság.
A kormány tehetetlensége a nyugati hatalmakkal szemben megdöbbentette a japánokat és elsősorban a déli tartományokban, Csósúban és Szacumában a kokugaku eszméi alapján mozgalom indult a sógunátus megdöntésére és a császár hatalmának visszaállítására. Az 1866-ban hivatalát elfoglaló sógun, Tokugava Josinobu, bár fontos reformokat indított el, a folytatódó elégedetlenség hatására egy évvel később lemondott és az ország irányítását a fiatal Meidzsi császár kezébe adta át. 1868. január 3-án Meidzsi bejelentette a sógunátus végét és az ezt követő Bosin-háborúban fegyveresen törték le a Tokugavákhoz hű erők maradék ellenállását.

## A Meidzsi-kor (1868–1912)

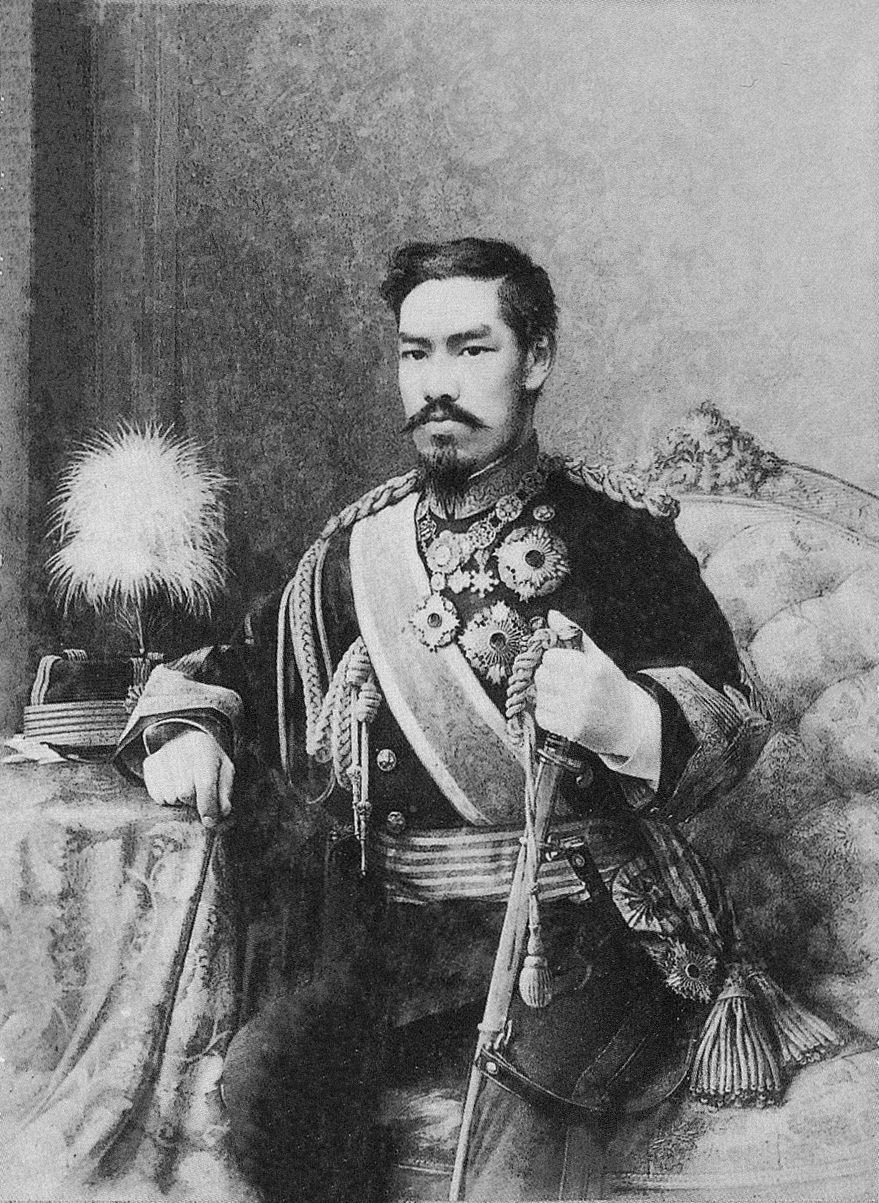
Meidzsi császár

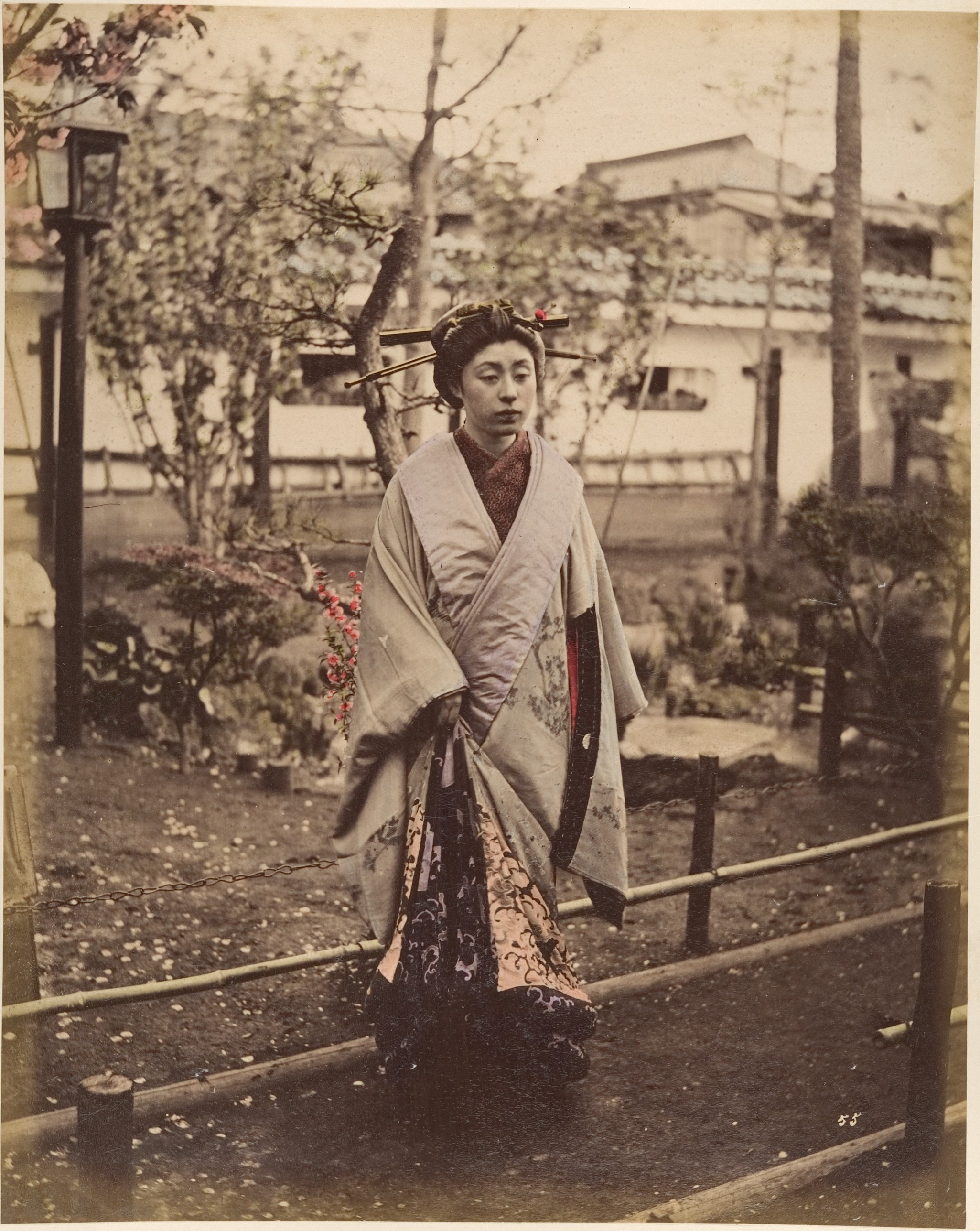
Hagyományos öltözékű japán nő (1870-es évek)

Meidzsi a családjával együtt 1869-ben Edóba költözött, amelyet Tokióra („keleti főváros”) kereszteltek át. Az alig 16 éves császár mellett azonban a csósúi és szacumai mozgalom erős emberei voltak a kormányzat meghatározói erői. Ezek az ún. Meidzsi-oligarchák (többek között Ókubo Tosimicsi, Szaigó Takamori és Kido Takajosi) felügyelték Japán gazdaságának és társadalmának nyugati mintára történő gyökeres megváltoztatását. Célul azt tűzték ki, hogy Japánból olyan modern ipari országot faragjanak, amely sikerrel veheti fel a versenyt az európai és észak-amerikai imperialista hatalmakkal.
Felszámolták a hagyományos neokonfuciánus osztályrendszert és a daimjók vezette tartományok helyét modern közigazgatási rendszer, prefektúrák váltották fel. Megreformálták az adórendszert, ismét engedélyezték a kereszténység gyakorlását, megkezdődtek a vasutak, távíróvonalak kiépítése. A munkához több száz nyugati tanácsadót alkalmaztak (tanárokat, bányamérnököket, jogászokat, bankárokat, katonákat) aki segítséget nyújtottak az intézmények átalakításához. A japánok átvették a nyugati Gergely-naptárat, nyugati módon kezdtek öltözködni és viselni a hajukat. A nyugatosító mozgalom egyik élharcosa a népszerű író, Fukuzava Jukicsi volt. A kormány nagy összegekkel támogatta a nyugati természettudomány meghonosítását. A Robert Kochnál tanult Kitaszato Sibaszaburó felfedezte a pestis kórokozóját és hazájában megalapította a hamarosan világhírnévre szert tevő Fertőző Betegségek Intézetét. Nogucsi Hidejo 1913-ban kimutatta a paralízis és a szifilisz közötti kapcsolatot. A nyugati minták alapján új irodalmi stílus vált népszerűvé. A korszak legismertebb írói Nacume Szószeki, Futabatei Simei, Mori Ógai, valamint a nők közül Higucsi Icsijó.
1889-ben bevezették az ország első alkotmányát, amelyet Itó Hirobumi írt. Japán alkotmányos monarchiává vált, parlamentjének alsóházát választott képviselők alkották, míg a felsőházba származás ill. császári kinevezés útján lehetett bekerülni. A kormány és a hadsereg nem a parlamentnek, hanem a császárnak felelt. A nacionalista eszmerendszer kormányzati támogatást kapott, a sintót államvallásként, a császárt pedig élő istenként deklarálták. Az iskolák fontos feladatává vált a hazafias nevelés és a császár iránti hűség megalapozása.

### A japán imperializmus megerősödése
1871 decemberében egy rjúkjúi hajó hajótörést szenvedett Tajvannál és a túlélő legénység nagy részét a helyi lakosság lemészárolta. Japán az incidenst használva ürügyként 1874-ben büntetőexpedíciót indított a szigetre és egyben megszüntette a Rjúkjú fölötti kínai fennhatóságot. Ez volt az első eset, hogy a japán hadsereg felülbírálta a civil kormányzat utasításait, ugyanis annak ellenére indultak el, hogy halasztásra kérték őket. A császári hadsereg modernizálása, fejlesztése és a sorozás bevezetése elsősorban a csósúi szamuráj származású Jamagata Aritomo kezdeményezésére történt. Az új típusú hadsereg egyik első akciójára 1877-ben került sor, amikor leverték a déli szamurájok felkelését (Szacumai lázadás).
A kormány az imperialista nyugati országok mintájára aktív terjeszkedésbe kezdett külföldön; úgy vélték, hogy a versenyképesség eléréséhez nekik is gyarmatokra van szükségük. Megszilárdították ellenőrzésüket Hokkaidó szigetén, annektálták a Rjúkjú-szigeteket, majd Kína és Korea felé fordították a figyelmüket. 1894-ben a koreai Tonghak-lázadás leverésének ürügyén először csaptak össze a kínai és japán erők. Az ezt követő Első kínai–japán háborúban a jól képzett és kitűnő vezetésű japán hadsereg győzelmet aratott a nagyobb létszámú és jobban felszerelt ellenféllel szemben és 1895-ben elcsatolták Tajvant. A megnövekedett presztízsű ország elérte, hogy újratárgyalják a nyugati hatalmakkal korábban kötött egyenlőtlen szerződéseket. 1902-ben Japán katonai szövetséget kötött a kor vezető hatalmával, Nagy-Britanniával.
1904-ben az ország egy európai nagyhatalommal, a Távol-Keleten terjeszkedő cári Oroszországgal került összeütközésbe. Az Orosz–japán háborúban a nyugati közvélemény meglepetésére az ázsiai ország fölénybe került és a csuzimai csatában megsemmisítette az orosz flottát. A győzelem után Japán protektorátusává tette Koreát, amelyet 1910-ben teljesen annektált.

### Gazdasági modernizáció, munkásmozgalom
A Meidzsi-korszakban a japán gazdaság gyors iparosodáson ment keresztül. Az állam és a magánvállalkozók átvették a nyugati technológiákat és sorra nyitották a különféle árukat termelő gyárakat. A kor végére a japán export nagyobb részét már feldolgozott áruk tették ki. A legsikeresebb családi vállalkozások óriási konglomerátumokká, ún. zaibacukká nőtték mi magukat, mint a Mitsubishi vagy a Sumitomo. Az iparosodás a városok növekedését vonta maga után, a lakosság mezőgazdaságban dolgozó része az 1872-es 75%-ról 1920-ra 50%-ra csökkent. A gazdaság erősödésével ugrásszerűen nőtt a lakosság: az 1872-es 34 millióról az 1915-ös 52 millióra.
A rossz munkahelyi körülmények egyre erősödő elégedetlenséghez vezettek a munkások körében. A dolgozók és az értelmiség egy része kezdte befogadni a szocialista eszméket. A kormány kemény elnyomó intézkedései után 1910-ben radikális szocialisták megpróbálták meggyilkolni a császárt. Az incidens után felállították a Tokkó politikai titkosrendőrséget, de emellett 1911-ben törvényben szabályozták a munkaidő hosszát és limitálták a gyermekmunkát.

## Taisó-kor (1912–1926)
Taisó császár viszonylag rövid uralma alatt Japánban tovább erősödtek a demokratikus intézmények és növekedett az ország nemzetközi presztízse is. Közvetlenül a császár trónra lépése után politikai válság tört ki a hadi kiadások tervezett megkurtítása miatt, és egy éven belül három miniszterelnök is megbukott; a harmadiktól, Kacura Tarótól a parlament vonta meg a bizalmat. 1918-ban a rizs magas ára miatt törtek ki zavargások. A politikai zűrzavar megingatta az oligarchák hatalmát és megerősödtek a pártok, mint a konzervatív Szeijúkai, vagy a liberális Minszeitó. A parlament alsóházának befolyása folyamatosan nőtt, 1925-ben pedig bevezették az általános választójogot (csak a férfiak számára). Ugyanebben az évben megszavazták a kommunisták és szocialisták ellen irányuló Közbiztonsági Törvényt, amely szigorúan büntette az államrend és a magántulajdon rendszerének megváltoztatásra irányuló törekvéseket.
Japán az antant oldalán vett részt az első világháborúban és sikerült megszereznie Németország több csendes-óceáni gyarmatát. A háború után jó kapcsolatokat ápolt a győztes nagyhatalmakkal, részt vett a Népszövetség munkájában és a leszerelési tárgyalásokon.
1923 szeptemberében a nagy kantói földrengés és az utána tomboló tűzvészek több mint 100 ezer áldozatot követeltek és 3 millió ember otthonát pusztították el.
Az írástudók arányának növekedésével és a könyvek árának csökkenésével a népszerű regényirodalom még több olvasót szerzett. A kor ismert irodalmi alakjai a novelláiról ismert Akutagava Rjúnoszuke, a regényíró Szató Haruo és Tanizaki Dzsunicsiró. A Taisó-kor végén kezdtek megjelenni Hirai Taró (írói álnevén Ranpo Edogava) népszerű bűnügyi regényei.

## Sóva-kor (1926–1989)
Hirohito császár 1926-ban huszonöt évesen lépett trónra és valamennyi elődjét túlhaladva, 63 éven át, egészen 1989-ig uralkodott. Uralmának első húsz évét a nacionalizmus erőteljes növekedése és agresszív háborúk sorozata jellemezte, majd miután Japán – történelme során először – teljes vereséget szenvedett a második világháborúban, újjáépítették az országot és a „japán csoda” révén gazdasági nagyhatalomként lépett a nemzetközi színtérre.

### A mandzsúriai válság és a második kínai-japán háború

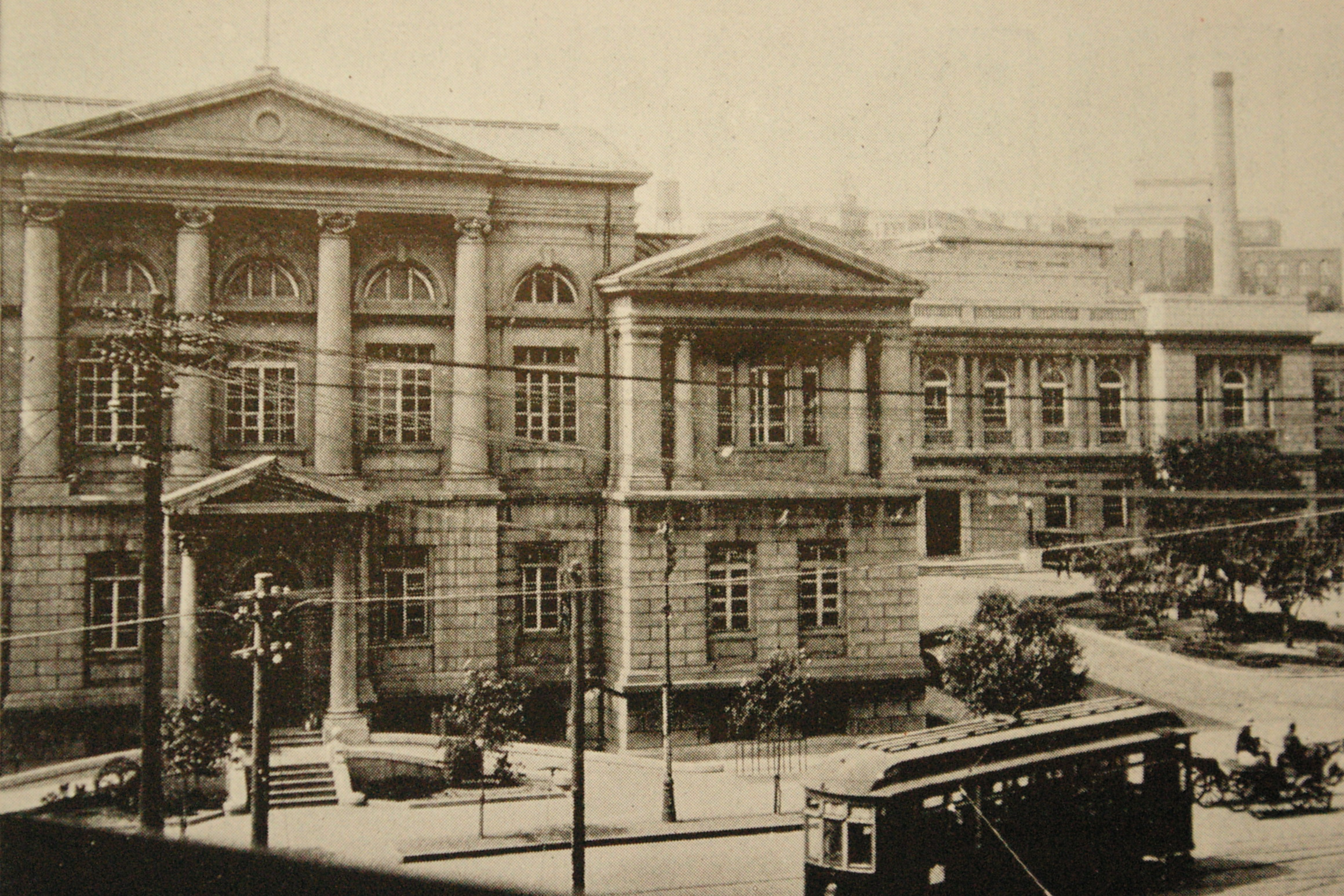
A dél-mandzsúriai vasút központja (1940)

Az 1920-as évek végén az európai fasizmus terjedésével párhuzamosan Japánban is teret nyertek a radikális szélsőjobb eszméi, különösen a Kvantung-hadseregen belül, amely a japán tulajdonú dél-mandzsúriai vasútvonal mentén állomásozott Észak-Kínában. 1931-ben a mukdeni incidens során szélsőséges japán katonatisztek felrobbantották a vasutat. A hadsereg vezérkara a merényletért a kínaiakat okolta, majd a tokiói kormány engedélye nélkül megszállta Mandzsúriát és létrehozta Mandzsukuo bábállamot. A nemzetközi tiltakozás hatására Japán kilépett a Népszövetségből.
Inukai Cujosi miniszterelnök megpróbálta visszaszerezni a kormányzati ellenőrzést a Kvantung-hadsereg fölött, mire szélsőjobboldali merénylők 1932-ben meggyilkolták. A világháború kitöréséig ő volt az utolsó pártpolitikus az ország élén, utódai többnyire a flotta és a hadsereg főtisztjei körül kerültek ki. 1936 februárjában radikális fiatal tisztek egy csoportja puccsot kísérelt meg a kormány ellen. Több mérsékelt politikust meggyilkoltak, de az államcsínyt elfojtották. A 30-as évek végére a hadsereg teljesen átvette az irányítást a politikai rendszer fölött és miután 1940-ben megalapították a Császárt Segítő Szövetséget (Taiszei Jokuszankai), az átvette a politikai pártok szerepét (amelyek többségét be is tiltották).

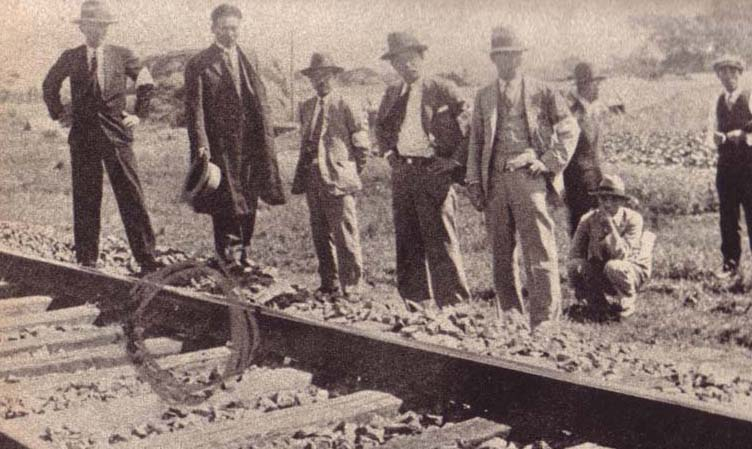
Japán szakértők vizsgálják a megrongált mandzsúriai vasutat (1931)

Az új, nacionalista kormányzat merész terveket szőtt egy kelet-ázsiai gyarmatbirodalom (az ún. Nagy Kelet-ázsiai Együttfejlődési Övezet) megteremtéséről. 1937-ben megtámadták Kínát. Miután elfoglalták az ország akkori fővárosát, Nankingot, szörnyű mészárlást rendeztek a polgári lakosság körében, amely áldozatainak száma feltehetően elérte a 300 ezret. A hadsereg azonban nem tudott döntő győzelmet kicsikarni a Csang Kaj-sek vezette kínai erők fölött és patthelyzet alakult ki, amely egészen 1945-ig tartott. Az Egyesült Államok Kína megszállására gazdasági szankciók bevezetésével reagált, hogy megfossza Japánt a háború folytatásához szükséges nyersanyagoktól. Japán erre 1940-ben szövetséget kötött az európai tengelyhatalmakkal, Németországgal és Olaszországgal. 1941 júliusában Japán megkezdte Francia-Indokína megszállását, mire az Egyesült Államok, Nagy-Britannia és Hollandia befagyasztotta a bankjaikban vezetett valamennyi japán számlát.

### A második világháború

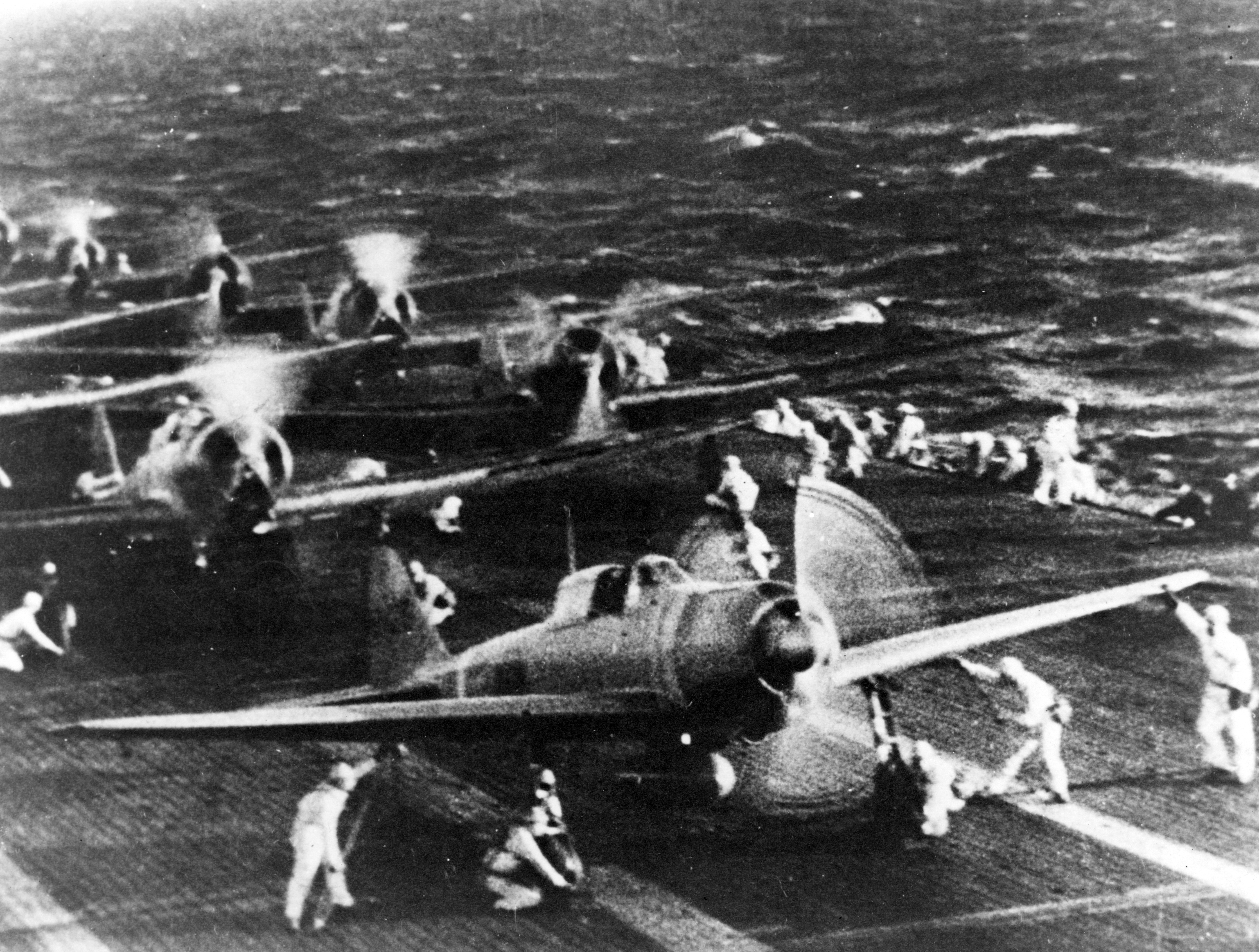
A Sókaku repülőgép-anyahajó gépei Pearl Harbor megtámadása előtt

1941 végén a japán kormány elkerülhetetlennek látta a háborút az európai gyarmattartó hatalmakkal és az Egyesült Államokkal, ezért úgy döntött, hogy egy megelőző csapással semlegesítik a legnagyobb veszélyforrást. 1941. december 7-én meglepetésszerű támadást intéztek a hawaii Pearl Harbor kikötőjében állomásozó amerikai csendes-óceáni flottára. Ennek következtében az USA belépett a második világháborúba, a Szövetségesek oldalán. Japán ezután sorra megszállta a nyugati hatalmak ázsiai gyarmatait: a Fülöp-szigeteket, Brit-Malájföldet, Hong Kongot, Szingapúrt, Burmát és Holland Kelet-Indiákat.
A németek által fenyegetett vagy megszállt európai országok képtelenek voltak hatékonyan védekezni, így kezdetben a japánok sorra aratták a győzelmeket. Előrenyomulásuk során háborús bűncselekmények sorát követték el a hadifoglyok és a civil lakosság ellen. Az első jelentős vereséget 1942 júniusában szenvedték el a midwayi tengeri csatában, majd utána a Szövetséges erők a guadalcanali csatában kiűzték őket a Salamon-szigetekről. A japán katonák nagy hírnévre tettek szert fanatizmusuk miatt, hogy lehengerlő túlerő ellen is sokszor az utolsó emberig küzdöttek. A hátrányba kerülő Császári Haditengerészet 1944-ben elkezdte az öngyilkos pilóták, a kamikazék bevetését az ellenséges hadihajók ellen.

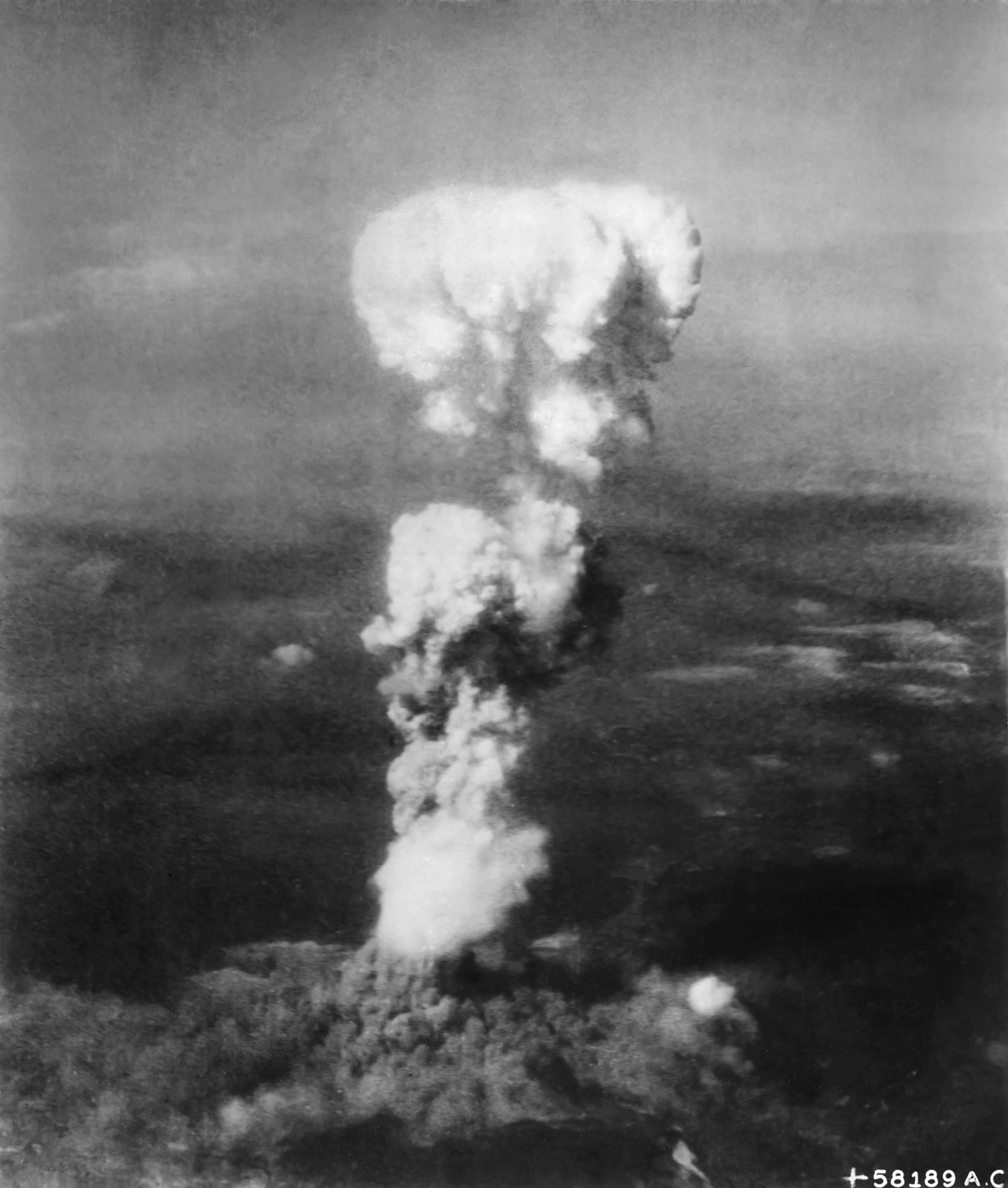
A hirosimai atomrobbanás (1945)

A háborús erőfeszítések miatt a polgári lakosság élete is egyre nehezebbé vált, jegyre adták az élelmiszert, áramkimaradások történtek és az elégedetlenkedőket szigorúan megbüntették. 1944-ben az amerikaiak elfoglalták Saipan szigetét, ahonnan bombázóik elérhették a nagy japán szigeteket. A légitámadások következtében a nagyvárosok területének több mint fele romhalmazzá változott. 1945 áprilisában a szövetségesek a háború legnagyobb tengeri hadműveletének keretében partra szálltak Okinaván és júniusra elfoglalták a szigetet, de a harcok során 77 ezer japán katona és több mint 140 ezer polgári lakos esett el. Az amerikai hadvezetés ezek alapján úgy számolt, hogy nagy szigeten való partraszállás jóval több véráldozatot fog követelni.
Hogy megtörjék a japánok ellenállását (és figyelmeztesse a Szovjetuniót a fegyver létezésére) az Egyesült Államok 1945. augusztus 6-án atombombát dobott Hirosima városára; az akció következtében több mint 90 ezren haltak meg. Ez volt a világtörténelem első nukleáris támadása. Augusztus 9-én a Szovjetunió hadat üzent Japánnak és elkezdte Mandzsukuo megszállását.  Ugyanezen a napon Nagaszakira ledobták a második atombombát. Augusztus 14-én Hirohito császár a nemzethez intézett rádióüzenetében bejelentette, hogy feltétel nélkül megadják magukat. A megadás az ultranacionalista politikai erők vereségét is jelentette.

### Amerikai megszállás

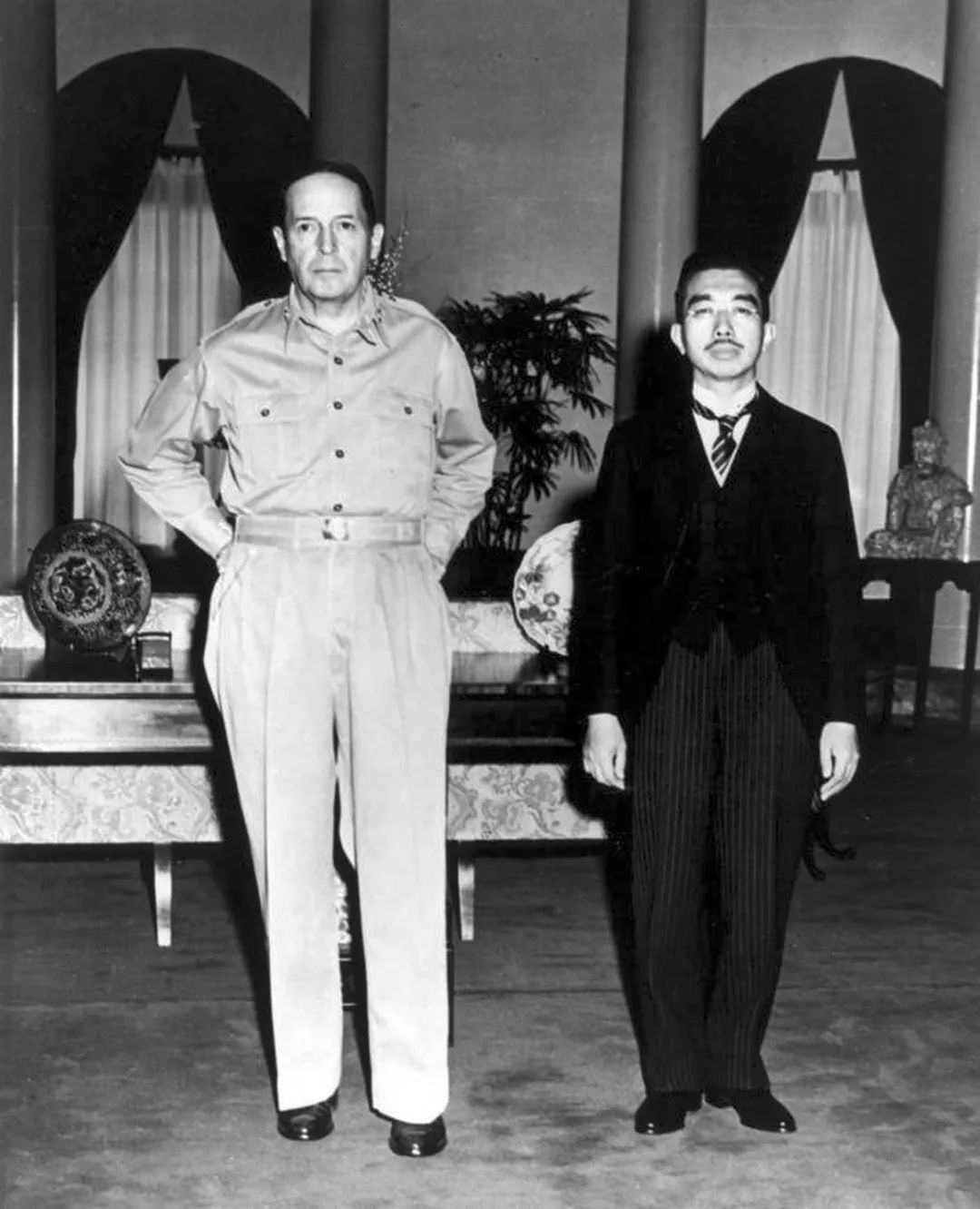
MacArthur tábornok és Hirohito császár

A fegyverletétel után az Egyesült Államok megszállta Japánt, és Douglas MacArthur tábornok gyakorlatilag az ország első számú irányítójává vált. Az amerikaiak alapvető reformokat vezettek be az ország politikai és gazdasági rendszerében. A zaibacuk feldarabolásával decentralizálták a gazdasági hatalmat, földreformot hajtottak végre, amely során a tényleges földművelők kapták meg a földbirtokok tulajdonjogát és támogatták a szakszervezetek létrejöttét. A japán hadsereget lefegyverezték, az ország gyarmatai önrendelkezést kaptak. A politikai rendszert illetően a kormány azontúl nem a császárnak, hanem a parlamentnek felelt. A császár megtarthatta a trónját, de le kellett mondania isteni mivoltáról, ami addig az államvallás egyik alappillérének számított. 1947-ben életbe lépett az új alkotmány, amely garantálta az állampolgári és szakszervezeti jogokat és egyben szavazati jogot adott a nőknek. Az alkotmány 9. cikkelyében Japán lemondott azon jogáról, hogy a nemzetközi vitákat fegyveres erővel oldja meg.
A végleges békeszerződést 1951-ben írták alá San Franciscóban. A megállapodás rendezte Japán és a szövetséges államok viszonyát és véget vetett a megszállásnak, bár az USA Okinavát és a Rjúkjú-szigeteket továbbra is ellenőrzése alatt tartotta (egészen 1971-ig) és egy szövetségi szerződés keretében több katonai támaszpontot létesített a szigeteken.

### A „gazdasági csoda”

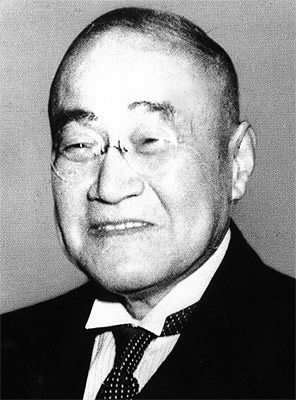
Josida Sigeru

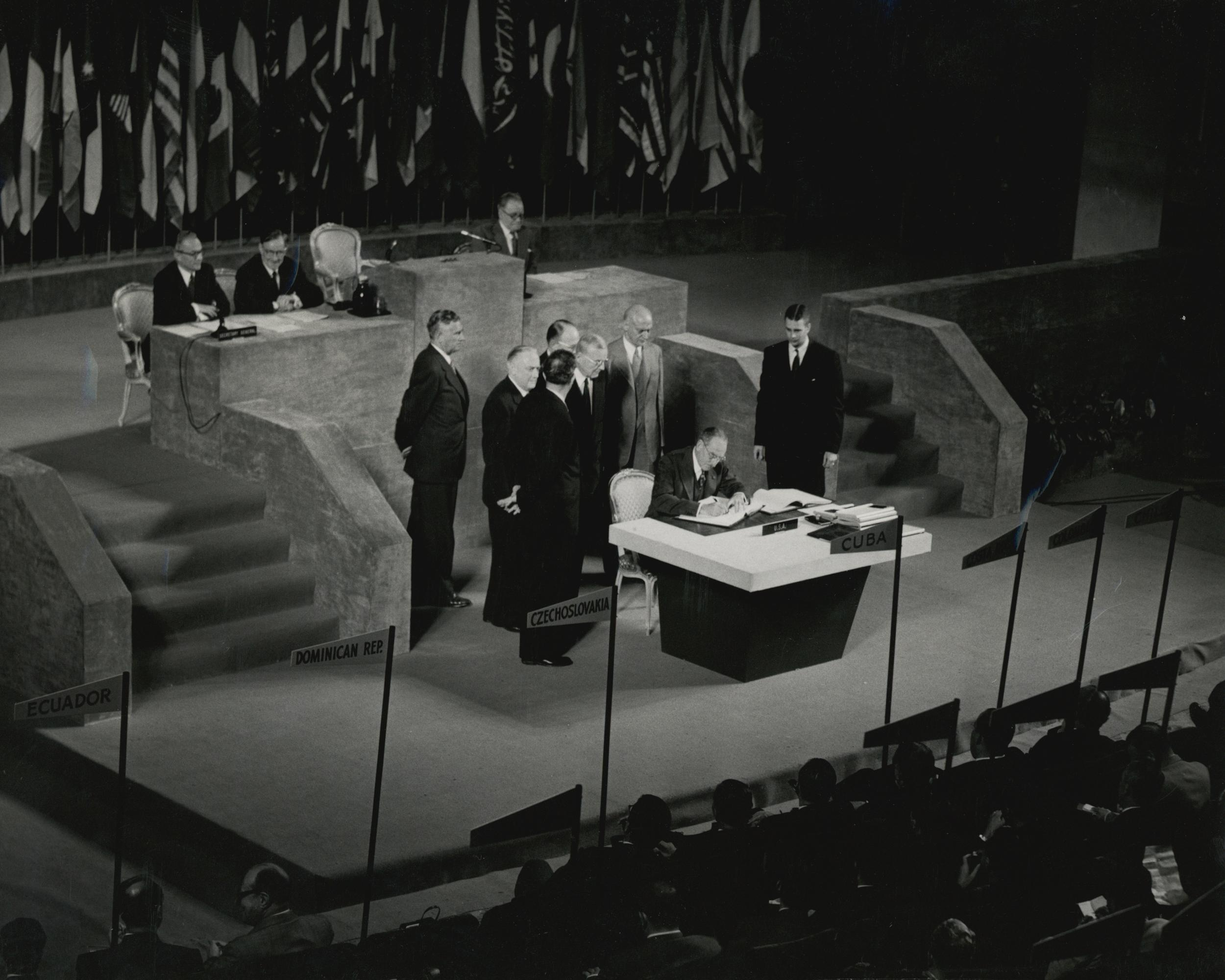
A San Franciscó-i szerződés aláírása (1951. szeptember 8.)

A háború utáni időszak első miniszterelnöke, Josida Sigeru kulcsszerepet játszott a megszállás alatti politikai életben. Nevéhez fűződik az ország új külpolitikája (ún. Josida-doktrína), melynek lényege, hogy Japán szoros szövetségesi viszonyt ápol az Egyesült Államokkal és a katonai terjeszkedés helyett a gazdaság fejlesztésére fókuszál. Pártja, a Liberális Párt (1955 után Liberális Demokrata Párt) a Sóva-korszak végéig kormányon maradt.
A japán gazdaság komolyan megsínylette a háborús éveket. McArthur pénzügyi tanácsadója, Joseph Dodge megszorítási programjával 1949-re megállította az inflációt, az 1950–1953 közötti koreai háború pedig megrendeléseket biztosított az iparnak. 1949-ben a Josida-kormány felállította a Külkereskedelmi és Iparügyi Minisztériumot (angol rövidítéssel MITI) amely egyik fő feladatának azt tekintette, hogy fokozza a gazdasági növekedést és az állami intézmények és a nagyvállalatok együttműködését. Többek között az állami támogatásnak köszönhetően a japán ipar és az export gyors növekedésbe kezdett. Széleskörűen alkalmazták a legújabb nyugati műszaki fejlesztéseket és minőségbiztosítási módszereket, akadályokat gördítettek az import elé; de emellett  visszafogták a szakszervezetek jogait és a Nyugaton szokásosnál hosszabb munkaidőt engedélyeztek. Japán sajátosság volt, hogy a dolgozók többnyire egészen a nyugdíjig megmaradtak egy cégnél (ún. súsin kojó), amivel a cégek lojális és tapasztalt munkaerőre tettek szert; az alkalmazottaknak pedig nem kellett tartaniuk a munkanélküliségtől.  A fejlődést segítette a kedvező világgazdasági környezet is.
1955-re a gazdaság elérte a háború előtti szintet, 1968-ra pedig a világ második legerősebb gazdaságává vált az USA után. 1956-tól egészen az 1973-as és 1979-es olajválságig a GNP értéke évente közel 10%-kal növekedett és utána 1991-ig 4% felett maradt. 1990-re a népesség elérte a 123 milliót. Ebben az időszakban Japán a világ első számú autógyártójává lépett elő és az elektronikai termékek tekintetében is az elsők közé került. 1987 végére a Tokiói Árutőzsde a legnagyobb forgalmat bonyolította az egész világon, a Nikkei tőzsdeindex pedig megduplázódott. Az 1980-as évek végén az ingatlanárak és részvényárfolyamok gyors növekedésbe kezdtek, 1992-re azonban a tőzsdebuborék kipukkadt és a gazdaság egy évtizedig stagnált.
Japánt 1956-ban felvették az ENSZ-be és nemzetközi hírnevét tovább öregbítette, amikor 1964-ben Tokióban nyári olimpiát rendeztek. A hidegháború során mindvégig az USA közeli szövetsége maradt, 1954-ben pedig amerikai kérésre ismét felállították a szigorúan önvédelmi célokat szolgáló fegyveres erőket. Az amerikai-japán szövetségi szerződés 1960-as újratárgyalásakor több százezres tüntetésekre került sor. Az ország 1956-ban normalizálta kapcsolatait a Szovjetunióval is, bár a Kuril-szigetek hovatartozása továbbra is függőben maradt. Hasonlóképpen rendeződött a viszony Dél-Koreával 1965-ben, amellyel a Liancourt-szigetek hovatartozása miatt maradt vitája Japánnak.
A háború után a cenzúra eltörlése és az alacsony előállítási költségek miatt virágzásnak indult a japán filmgyártás.

## Heiszei-kor (1989–2019)
Hirohito 1989-es halála után fia, Akihito lépett a császári trónra. Az 1990-es éveket gazdasági szempontból stagnálás és defláció jellemezte. Az adósságcsapdába került bankok nem tudták finanszírozni a gazdaság növekedését és a helyzetet tovább rontotta a gyermekvállalási hajlandóság drasztikus romlása, ami a népesség elöregedéséhez és létszámának csökkenéséhez vezetett. Az 1990-es éveket gyakran „elvesztegetett évtizednek” nevezik Japánban. A gazdaság növekedése a 2000-es években is meglehetősen alacsony szinten maradt, és a tőzsdeindex soha nem tért vissza az 1989 előtti szintre. Az egész életre szóló alkalmazás rendszere nem volt fenntartható többé és a munkanélküliség növekedésnek indult. A gazdasági gondok és a korrupciós botrányok aláásták a Liberális Demokrata Párt népszerűségét, bár az ellenzéknek így is csak 1993–96 és 2009–12 között sikerült kormányra jutnia.
Az ország nemzetközi kapcsolatait továbbra is terheli a második világháborús tevékenysége. Bár a császár 1990-ben és 1995-ben bocsánatot kért a háborús bűnökért, Kína és Korea ezeket elégtelennek és álszentnek tartja. Egyes nacionalista politikusok kisebbíteni igyekeznek a nankingi mészárlás vagy más bűnök mértékét és a második világháborús politikát igazolni próbáló középiskolai történelemkönyvek miatt 2005-ben japánellenes tüntetésekre került sor Kelet-Ázsiában.   

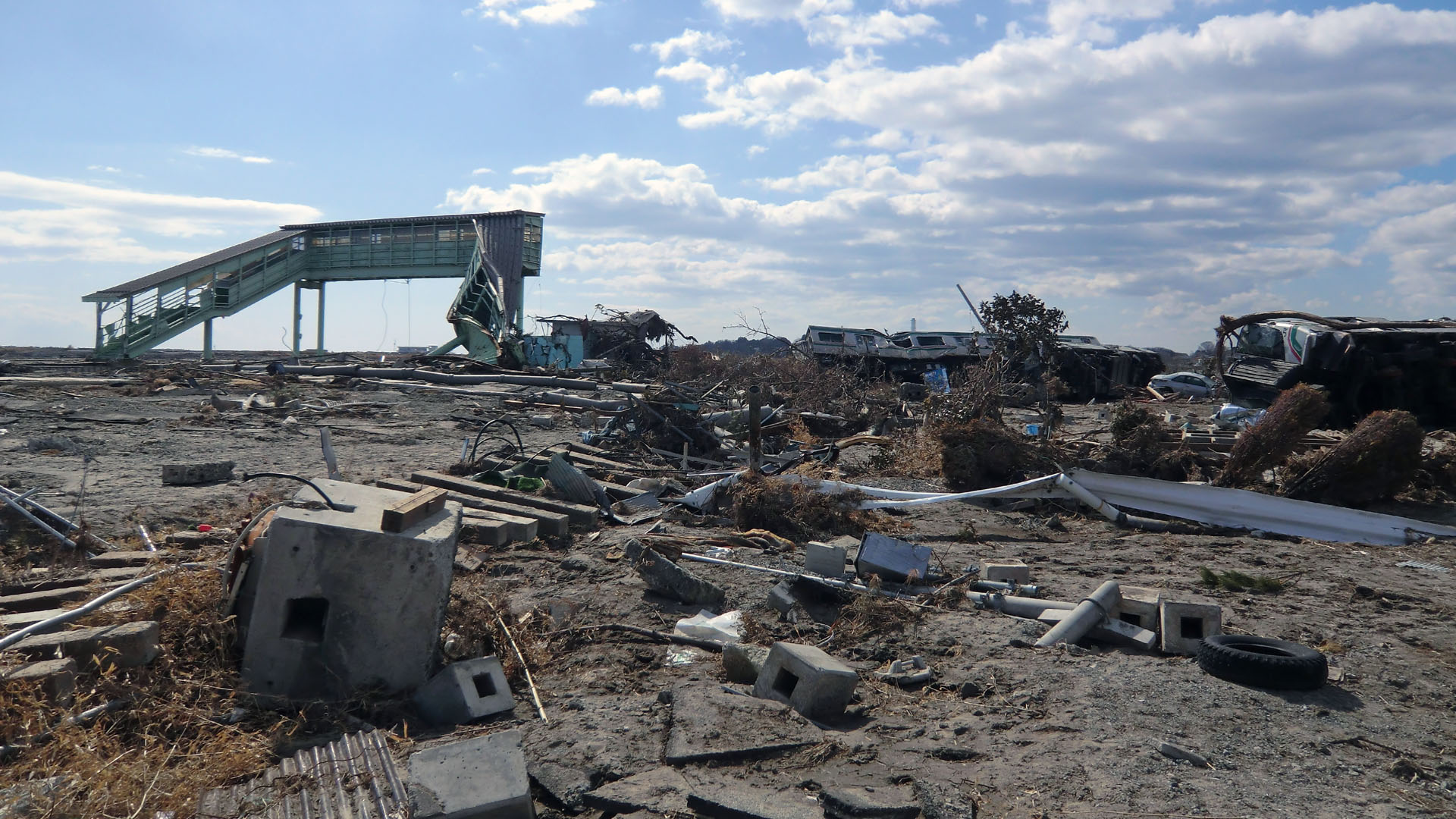
Romba dőlt vasútállomás a 2011-es földrengés és cunami után

A gazdasági nehézségek ellenére a populáris kultúra virágkorát éli és a japán videojátékok, az anime, a manga az egész világon nagy népszerűségre tett szert.
2011. március 11-én az eddig mért egyik legerősebb földrengés sújtotta az ország északkeleti részét. Az ezt követő szökőár megrongálta a fukusimai atomerőművet, amelynek környezete radioaktívan szennyeződött. A 21. századi japán társadalom egyik jellemzője a párkapcsolatok egyre terjedő válsága, amelynek következménye, hogy sokan maradnak egyedül és a lakosság egyre inkább elöregszik.

## Reiva-kor (2019-)
Akihito 2019-ben egészségügyi okok miatt lemondott, és fia, Naruhito lépett a császári trónra. 2019 végén kitört a Covid19-pandémia. Japánban 2020.február 21-én jelentették az első eseteket. A 2020. évi nyári olimpiai játékokat elhalasztották 2021. július 23-ára. Az olimpiát Naruhito nyitotta meg. 2021. október 4-én lemondott Szuga Josihide miniszterelnök, mert rosszul kezelta a Covid19 járványt és a párt népszerűsége csökkent. 2021.október 4-én megválasztották Kisida Fumiot miniszterelnöknek. 2021 harmadik negyedévben visszaesett a japán gazdaság. A globális ellátási láncok zavarai főleg az exportot, a fogyasztók vásárlási hajlandóságát pedig a koronavírus-járvány fogta vissza. Abe Sinzó korábbi miniszterelnököt 2022.július 8-án meggyilkolták, miközben kampánybeszédet tartott a Narában található Jamato-Szaidaidzsi vasútállomás közelében.

## Fordítás
- Ez a szócikk részben vagy egészben  a   History of Japan című angol Wikipédia-szócikk ezen változatának fordításán alapul.  Az eredeti cikk szerkesztőit annak laptörténete sorolja fel. Ez a jelzés csupán a megfogalmazás eredetét és a szerzői jogokat jelzi, nem szolgál a cikkben szereplő információk forrásmegjelöléseként.

### Magyarul
- Louis Frédéric: Japán hétköznapjai a szamurájok korában. 1185–1603; ford. Gyáros Erzsébet; Gondolat, Budapest, 1974
- Jamadzsi Maszanori: Japán. Történelem és hagyományok; ford. Kara György; Gondolat, Budapest, 1989
- Ian Buruma: A modern Japán, 1853–1964; ford. Komáromy Rudolf; Európa, Budapest, 2006 (Áttekintések)
- Conrad Totman: Japán története; ford. Antóni Csaba; Osiris, Budapest, 2006
- Muraközy László: A japán rejtély. Útteremtő csodák és végzetes zsákutcák; Akadémiai, Budapest, 2016
- Jeff Kingston: A modern japán kihívásai; ford. Sándor István; Antall József Tudásközpont, Budapest, 2018